# World Tag League
El World Tag League es un torneo anual por equipos de la compañía de lucha libre New Japan Pro-Wrestling (NJPW) celebrado en los meses de noviembre y diciembre. Fue creado en 1991 como la Super Grade Tag League, sirviendo como una continuación del torneo anual por equipos que se llevaba a cabo desde 1980, recibiendo el nombre de G1 Tag League en 1999. En 2012, los nuevos propietarios de NJPW, Bushiroad, renombraron el torneo a su forma actual. Desde que el torneo adquirió su nombre actual, el equipo ganador obtiene el derecho de competir por el Campeonato de Parejas de la IWGP en el evento Wrestle Kingdom del año siguiente, suponiendo que dicho equipo ganador no sean los campeones al momento de su victoria. 
El torneo se lleva a cabo bajo un sistema de puntos, con 2 puntos por una victoria, 1 por un empate y 0 por derrota. El formato actual, introducido en 2014, es completamente idéntico al del G1 Climax, siendo los dos equipos con el puntaje más alto de los dos bloques los que avanzan a la final.

## Nombres del torneo
El torneo ha tenido diferentes nombres desde su creación en 1980.
| Nombre                 | Años          |
| ---------------------- | ------------- |
| MSG Tag League         | 1980-1984     |
| IWGP Tag Title League  | 1985          |
| Japan Cup Tag League   | 1986-1987     |
| Super Grade Tag League | 1991-1998     |
| G1 Tag League          | 1999-2011     |
| World Tag League       | 2012-presente |

## Ganadores
| Torneo                 | Año                                       | Ganadores                             | Total de veces ganado en equipo | Ref.   |
| ---------------------- | ----------------------------------------- | ------------------------------------- | ------------------------------- | ------ |
| MSG Tag League         | 1980                                      | Antonio Inoki y Bob Backlund          | 1                               | [ 2 ]  |
| 1981                   | André The Giant y René Goulet             | 1                                     | [ 3 ]                           |        |
| 1982                   | Antonio Inoki (2) y Hulk Hogan            | 1                                     | [ 4 ]                           |        |
| 1983                   | Antonio Inoki (3) y Hulk Hogan (2)        | 2                                     | [ 5 ]                           |        |
| 1984                   | Antonio Inoki (4) y Tatsumi Fujinami      | 1                                     | [ 6 ]                           |        |
| IWGP Tag Title League  | 1985                                      | Tatsumi Fujinami (2) y Kengo Kimura   | 1                               | [ 7 ]  |
| Japan Cup Tag League   | 1986                                      | Antonio Inoki (5) y Yoshiaki Fujiwara | 1                               | [ 8 ]  |
| 1987                   | Tatsumi Fujinami (3) y Kengo Kimura (2)   | 2                                     | [ 9 ]                           |        |
| Super Grade Tag League | 1991                                      | Tatsumi Fujinami (4) y Big Van Vader  | 1                               | [ 10 ] |
| 1992                   | Riki Choshu y Shinya Hashimoto            | 1                                     | [ 11 ]                          |        |
| 1993                   | Hiroshi Hase y Keiji Mutoh                | 1                                     | [ 12 ]                          |        |
| 1994                   | Hiroshi Hase (2) y Keiji Mutoh (2)        | 2                                     | [ 13 ]                          |        |
| 1995                   | Masahiro Chono y Hiroyoshi Tenzan         | 1                                     | [ 14 ]                          |        |
| 1996                   | Shinya Hashimoto (2) y Scott Norton       | 1                                     | [ 15 ]                          |        |
| 1997                   | Masahiro Chono (2) y Keiji Mutoh (3)      | 1                                     | [ 16 ]                          |        |
| 1998                   | Satoshi Kojima y Keiji Mutoh (4)          | 1                                     | [ 17 ]                          |        |
| G1 Tag League          | 1999                                      | Keiji Mutoh (5) y Scott Norton (2)    | 1                               | [ 18 ] |
| 2000                   | Takashi Iizuka y Yuji Nagata              | 1                                     | [ 19 ]                          |        |
| 2001                   | Satoshi Kojima (2) y Hiriyoshi Tenzan (2) | 1                                     | [ 20 ]                          |        |
| 2003                   | Osamu Nishimura y Hiroyoshi Tenzan (3)    | 1                                     | [ 21 ]                          |        |
| 2006                   | Masahiro Chono (3) y Shinsuke Nakamura    | 1                                     | [ 22 ]                          |        |
| 2007                   | Giant Bernard y Travis Tomko              | 1                                     | [ 23 ]                          |        |
| 2008                   | Satoshi Kojima (3) y Hiroyoshi Tenzan (4) | 2                                     | [ 24 ]                          |        |
| 2009                   | Karl Anderson y Giant Bernard (2)         | 1                                     | [ 25 ]                          |        |
| 2010                   | Yuji Nagata (2) y Wataru Inoue            | 1                                     | [ 26 ]                          |        |
| 2011                   | Lance Archer y Minoru Suzuki              | 1                                     | [ 27 ]                          |        |
| World Tag League       | 2012                                      | Hirooki Goto y Karl Anderson (2)      | 1                               | [ 28 ] |
| 2013                   | Doc Gallows y Karl Anderson (3)           | 1                                     | [ 29 ]                          |        |
| 2014                   | Hirooki Goto (2) y Katsuyori Shibata      | 1                                     | [ 30 ]                          |        |
| 2015                   | Togi Makabe y Tomoaki Honma               | 1                                     | [ 31 ]                          |        |
| 2016                   | Togi Makabe (2) y Tomoaki Honma (2)       | 2                                     | [ 32 ]                          |        |
| 2017                   | Evil y Sanada                             | 1                                     | [ 33 ]                          |        |
| 2018                   | Evil (2) y Sanada (2)                     | 2                                     | [ 34 ]                          |        |
| 2019                   | Juice Robinson y David Finlay             | 1                                     | [ 35 ]                          |        |
| 2020                   | Tama Tonga y Tanga Loa                    | 1                                     | [ 36 ]                          |        |
| 2021                   | Hirooki Goto (3) y Yoshi-Hashi            | 1                                     | [ 37 ]                          |        |
| 2022                   | Hirooki Goto (4) y Yoshi-Hashi (2)        | 2                                     | [ 38 ]                          |        |
| 2023                   | Hirooki Goto (5) y Yoshi-Hashi (3)        | 3                                     | [ 39 ]                          |        |
| 2024                   | Tetsuya Naito y Hiromu Takahashi          | 1                                     | [ 40 ]                          |        |

## Resultados

### 2012
La edición de 2012 de la recientemente renombrada World Tag League tuvo lugar del 20 de noviembre al 2 de diciembre.
| Bloque A                              | Bloque A | Bloque B                            | Bloque B |
| ------------------------------------- | -------- | ----------------------------------- | -------- |
| Togi Makabe & Wataru Inoue            | 8        | Hiroyoshi Tenzan & Satoshi Kojima   | 8        |
| Hirooki Goto & Karl Anderson          | 8        | Davey Boy Smith, Jr. & Lance Archer | 8        |
| Masaaki Mochizuki & Yuji Nagata       | 8        | Masato Tanaka & Yujiro Takahashi    | 6        |
| Shinsuke Nakamura & Tomohiro Ishii    | 6        | Takashi Iizuka & Toru Yano          | 6        |
| Kazuchika Okada & YOSHI-HASHI         | 6        | MVP & Shelton Benjamin              | 6        |
| Kengo Mashimo & Minoru Suzuki         | 6        | Manabu Nakanishi & Strong Man       | 4        |
| Captain New Japan & Hiroshi Tanahashi | 0        | Diamante Azul & Rush                | 4        |

| Bloque A             | Captain Tanahashi         | Goto Anderson               | Okada YOSHI-HASHI         | Mashimo Suzuki              | Mochizuki Nagata         | Nakamura Ishii           | Makabe Inoue                |
| -------------------- | ------------------------- | --------------------------- | ------------------------- | --------------------------- | ------------------------ | ------------------------ | --------------------------- |
| Captain Tanahashi    | —                         | Goto Anderson (11:54)       | Okada YOSHI-HASHI (14:09) | Mashimo Suzuki (15:01)      | Mochizuki Nagata (13:14) | Nakamura Ishii (14:36)   | Makabe Inoue (11:40)        |
| Goto Anderson        | Goto Anderson (11:54)     | —                           | Goto Anderson (14:41)     | Mashimo Suzuki (11:09)      | Goto Anderson (13:02)    | Goto Anderson (15:14)    | Makabe Inoue (10:11)        |
| Okada YOSHI-HASHI    | Okada YOSHI-HASHI (14:09) | Goto Anderson (14:41)       | —                         | Okada YOSHI-HASHI (13:40)   | Mochizuki Nagata (12:17) | Nakamura Ishii (14:12)   | Okada YOSHI-HASHI (12:43)   |
| Mashimo Suzuki       | Mashimo Suzuki (15:01)    | Mashimo Suzuki (11:09)      | Okada YOSHI-HASHI (13:40) | —                           | Mochizuki Nagata (11:14) | Nakamura Ishii (13:54)   | Mashimo Suzuki (10:27)      |
| Mochizuki Nagata     | Mochizuki Nagata (13:14)  | Goto Anderson (13:02)       | Mochizuki Nagata (12:17)  | Mochizuki Nagata (11:14)    | —                        | Mochizuki Nagata (11:29) | Makabe Inoue (10:32)        |
| Nakamura Ishii       | Nakamura Ishii (14:36)    | Goto Anderson (15:14)       | Nakamura Ishii (14:12)    | Nakamura Ishii (13:54)      | Mochizuki Nagata (11:29) | —                        | Makabe Inoue (13:17)        |
| Makabe Inoue         | Makabe Inoue (11:40)      | Makabe Inoue (10:11)        | Okada YOSHI-HASHI (12:43) | Mashimo Suzuki (10:27)      | Makabe Inoue (10:32)     | Makabe Inoue (13:17)     | —                           |
| Bloque B             | Smith Archer              | Azul Rush                   | Tenzan Kojima             | Nakanishi Strong Man        | Tanaka Takahashi         | MVP Benjamin             | Iizuka Yano                 |
| Smith Archer         | —                         | Smith Archer (5:33)         | Tenzan Kojima (13:29)     | Smith Archer (10:02)        | Smith Archer (10:13)     | MVP Benjamin (12:45)     | Smith Archer (8:47)         |
| Azul Rush            | Smith Archer (5:33)       | —                           | Azul Rush (10:49)         | Nakanishi Strong Man (6:22) | Azul Rush (7:46)         | MVP Benjamin (3:16)      | Iizuka Yano (8:44)          |
| Tenzan Kojima        | Tenzan Kojima (13:29)     | Azul Rush (10:49)           | —                         | Tenzan Kojima (12:34)       | Tenzan Kojima (15:14)    | Tenzan Kojima (14:02)    | Iizuka Yano (13:50)         |
| Nakanishi Strong Man | Smith Archer (10:02)      | Nakanishi Strong Man (6:22) | Tenzan Kojima (12:34)     | —                           | Tanaka Takahashi (9:35)  | MVP Benjamin (12:22)     | Nakanishi Strong Man (8:46) |
| Tanaka Takahashi     | Smith Archer (10:13)      | Azul Rush (7:46)            | Tenzan Kojima (15:14)     | Tanaka Takahashi (9:35)     | —                        | Tanaka Takahashi (10:08) | Tanaka Takahashi (10:29)    |
| MVP Benjamin         | MVP Benjamin (12:45)      | MVP Benjamin (3:16)         | Tenzan Kojima (14:02)     | MVP Benjamin (12:22)        | Tanaka Takahashi (10:08) | —                        | Iizuka Yano (5:29)          |
| Iizuka Yano          | Smith Archer (8:47)       | Iizuka Yano (8:44)          | Iizuka Yano (13:50)       | Nakanishi Strong Man (8:46) | Tanaka Takahashi (10:29) | Iizuka Yano (5:29)       | —                           |

|  | Semifinales | Semifinales     | Semifinales |                 |       | Final          | Final | Final |  |
|  |             |                 |             |                 |       |                |       |       |  |
|  |             |                 |             |                 |       |                |       |       |  |
|  | A1          | Makabe & Inoue  | Pin         |                 |       |                |       |       |  |
|  | A1          | Makabe & Inoue  | Pin         |                 |       |                |       |       |  |
|  | B2          | Smith & Archer  | 12:10       |                 |       |                |       |       |  |
|  | B2          | Smith & Archer  | 12:10       |                 | B2    | Smith & Archer | Pin   |       |  |
|  |             |                 |             |                 | B2    | Smith & Archer | Pin   |       |  |
|  |             |                 | A2          | Goto & Anderson | 15:36 |                |       |       |  |
|  | B1          | Tenzan & Kojima | A2          | Goto & Anderson | 15:36 | Pin            |       |       |  |
|  | B1          | Tenzan & Kojima |             |                 |       | Pin            |       |       |  |
|  | A2          | Goto & Anderson | 14:41       |                 |       |                |       |       |  |
|  | A2          | Goto & Anderson | 14:41       |                 |       |                |       |       |  |
|  |             |                 |             |                 |       |                |       |       |  |

### 2013
La edición de 2013 de la World Tag League tuvo lugar del 23 de noviembre al 8 de diciembre.
| Bloque A                              | Bloque A | Bloque B                           | Bloque B |
| ------------------------------------- | -------- | ---------------------------------- | -------- |
| Davey Boy Smith, Jr. & Lance Archer   | 10       | Doc Gallows & Karl Anderson        | 8        |
| Togi Makabe & Tomoaki Honma           | 8        | Hiroyoshi Tenzan & Satoshi Kojima  | 8        |
| Bad Luck Fale & Prince Devitt         | 6        | Jax Dane & Rob Conway              | 6        |
| Masato Tanaka & Yujiro Takahashi      | 6        | Minoru Suzuki & Shelton X Benjamin | 6        |
| Shinsuke Nakamura & Tomohiro Ishii    | 6        | La Sombra & Tetsuya Naito          | 6        |
| Manabu Nakanishi & Strong Man         | 4        | Kazuchika Okada & YOSHI-HASHI      | 4        |
| Captain New Japan & Hiroshi Tanahashi | 2        | Takashi Iizuka & Toru Yano         | 4        |

| Bloque A             | Fale Devitt               | Captain Tanahashi           | Smith Archer            | Nakanishi Strong Man        | Tanaka Takahashi         | Nakamura Ishii              | Makabe Honma              |
| -------------------- | ------------------------- | --------------------------- | ----------------------- | --------------------------- | ------------------------ | --------------------------- | ------------------------- |
| Fale Devitt          | —                         | Captain Tanahashi (10:10)   | Smith Archer (9:12)     | Fale Devitt (7:38)          | Fale Devitt (8:58)       | Nakamura Ishii (10:47)      | Fale Devitt (10:11)       |
| Captain Tanahashi    | Captain Tanahashi (10:10) | —                           | Smith Archer (10:29)    | Nakanishi Strong Man (9:05) | Tanaka Takahashi (11:18) | Nakamura Ishii (13:12)      | Makabe Honma (10:16)      |
| Smith Archer         | Smith Archer (9:12)       | Smith Archer (10:29)        | —                       | Smith Archer (9:08)         | Smith Archer (10:17)     | Nakamura Ishii (13:02)      | Smith Archer (11:09)      |
| Nakanishi Strong Man | Fale Devitt (7:38)        | Nakanishi Strong Man (9:05) | Smith Archer (9:08)     | —                           | Tanaka Takahashi (9:13)  | Nakanishi Strong Man (8:32) | Makabe Honma (8:35)       |
| Tanaka Takahashi     | Fale Devitt (8:58)        | Tanaka Takahashi (11:18)    | Smith Archer (10:17)    | Tanaka Takahashi (9:13)     | —                        | Tanaka Takahashi (14:10)    | Makabe Honma (10:52)      |
| Nakamura Ishii       | Nakamura Ishii (10:47)    | Nakamura Ishii (13:12)      | Nakamura Ishii (13:02)  | Nakanishi Strong Man (8:32) | Tanaka Takahashi (14:10) | —                           | Makabe Honma (13:05)      |
| Makabe Honma         | Fale Devitt (10:11)       | Makabe Honma (10:16)        | Smith Archer (11:09)    | Makabe Honma (8:35)         | Makabe Honma (10:52)     | Makabe Honma (13:05)        | —                         |
| Bloque B             | Gallows Anderson          | Tenzan Kojima               | Dane Conway             | Okada YOSHI-HASHI           | Suzuki Benjamin          | Sombra Naito                | Iizuka Yano               |
| Gallows Anderson     | —                         | Gallows Anderson (9:45)     | Gallows Anderson (9:25) | Gallows Anderson (11:09)    | Suzuki Benjamin (9:51)   | Sombra Naito (11:22)        | Gallows Anderson (9:56)   |
| Tenzan Kojima        | Gallows Anderson (9:45)   | —                           | Tenzan Kojima (10:36)   | Tenzan Kojima (13:29)       | Tenzan Kojima (12:39)    | Tenzan Kojima (12:49)       | Iizuka Yano (8:57)        |
| Dane Conway          | Gallows Anderson (9:25)   | Tenzan Kojima (10:36)       | —                       | Dane Conway (11:05)         | Suzuki Benjamin (9:06)   | Dane Conway (8:23)          | Dane Conway (8:02)        |
| Okada YOSHI-HASHI    | Gallows Anderson (11:09)  | Tenzan Kojima (13:29)       | Dane Conway (11:05)     | —                           | Suzuki Benjamin (11:37)  | Okada YOSHI-HASHI (14:04)   | Okada YOSHI-HASHI (11:39) |
| Suzuki Benjamin      | Suzuki Benjamin (9:51)    | Tenzan Kojima (12:39)       | Suzuki Benjamin (9:06)  | Suzuki Benjamin (11:37)     | —                        | Sombra Naito (7:02)         | Iizuka Yano (7:33)        |
| Sombra Naito         | Sombra Naito (11:22)      | Tenzan Kojima (12:49)       | Dane Conway (8:23)      | Okada YOSHI-HASHI (14:04)   | Sombra Naito (7:02)      | —                           | Sombra Naito (9:08)       |
| Iizuka Yano          | Gallows Anderson (9:56)   | Iizuka Yano (8:57)          | Dane Conway (8:02)      | Okada YOSHI-HASHI (11:39)   | Iizuka Yano (7:33)       | Sombra Naito (9:08)         | —                         |

|  | Semifinales | Semifinales        | Semifinales |                    |       | Final           | Final | Final |  |
|  |             |                    |             |                    |       |                 |       |       |  |
|  |             |                    |             |                    |       |                 |       |       |  |
|  | A1          | Smith & Archer     | Pin         |                    |       |                 |       |       |  |
|  | A1          | Smith & Archer     | Pin         |                    |       |                 |       |       |  |
|  | B2          | Tenzan & Kojima    | 12:54       |                    |       |                 |       |       |  |
|  | B2          | Tenzan & Kojima    | 12:54       |                    | B2    | Tenzan & Kojima | Pin   |       |  |
|  |             |                    |             |                    | B2    | Tenzan & Kojima | Pin   |       |  |
|  |             |                    | B1          | Gallows & Anderson | 18:57 |                 |       |       |  |
|  | B1          | Gallows & Anderson | B1          | Gallows & Anderson | 18:57 | Pin             |       |       |  |
|  | B1          | Gallows & Anderson |             |                    |       | Pin             |       |       |  |
|  | A2          | Makabe & Honma     | 8:38        |                    |       |                 |       |       |  |
|  | A2          | Makabe & Honma     | 8:38        |                    |       |                 |       |       |  |
|  |             |                    |             |                    |       |                 |       |       |  |

### 2014
La edición de 2014 de la World Tag League tuvo lugar del 22 de noviembre al 7 de diciembre. Luego del combate inaugural de su equipo en el torneo, Yoshitatsu se vio obligado a retirarse del torneo por una lesión en el cuello, lo que lo llevó a él y a Hiroshi Tanahashi a perderse el resto de sus combates.
| Bloque A                          | Bloque A | Bloque B                            | Bloque B |
| --------------------------------- | -------- | ----------------------------------- | -------- |
| Doc Gallows & Karl Anderson       | 10       | Hirooki Goto & Katsuyori Shibata    | 8        |
| Kazuchika Okada & YOSHI-HASHI     | 8        | Shinsuke Nakamura & Tomohiro Ishii  | 8        |
| Matt Taven & Michael Bennett      | 8        | Davey Boy Smith, Jr. & Lance Archer | 8        |
| A.J. Styles & Yujiro Takahashi    | 8        | Kazushi Sakuraba & Toru Yano        | 7        |
| La Sombra & Tetsuya Naito         | 8        | Minoru Suzuki & Takashi Iizuka      | 7        |
| Hiroyoshi Tenzan & Satoshi Kojima | 8        | Bad Luck Fale & Tama Tonga          | 6        |
| Jax Dane & Rob Conway             | 6        | Manabu Nakanishi & Yuji Nagata      | 6        |
| Hiroshi Tanahashi & Yoshitatsu    | 0        | Togi Makabe & Tomoaki Honma         | 6        |

| Bloque A             | Styles Takahashi            | Gallows Anderson            | Tanahashi Yoshitatsu        | Tenzan Kojima            | Dane Conway              | Okada YOSHI-HASHI         | Taven Bennett             | Sombra Naito             |
| -------------------- | --------------------------- | --------------------------- | --------------------------- | ------------------------ | ------------------------ | ------------------------- | ------------------------- | ------------------------ |
| Styles Takahashi     | —                           | Styles Takahashi (10:21)    | Styles Takahashi (abandono) | Styles Takahashi (14:06) | Styles Takahashi (8:48)  | Okada YOSHI-HASHI (11:56) | Taven Bennett (10:41)     | Sombra Naito (11:36)     |
| Gallows Anderson     | Styles Takahashi (10:21)    | —                           | Gallows Anderson (abandono) | Tenzan Kojima (9:48)     | Gallows Anderson (7:29)  | Gallows Anderson (11:17)  | Gallows Anderson (8:45)   | Gallows Anderson (10:32) |
| Tanahashi Yoshitatsu | Styles Takahashi (abandono) | Gallows Anderson (abandono) | —                           | Tenzan Kojima (abandono) | Dane Conway (abandono)   | Okada YOSHI-HASHI (12:31) | Taven Bennett (abandono)  | Sombra Naito (abandono)  |
| Tenzan Kojima        | Styles Takahashi (14:06)    | Tenzan Kojima (9:48)        | Tenzan Kojima (abandono)    | —                        | Tenzan Kojima (8:04)     | Tenzan Kojima (13:26)     | Taven Bennett (7:29)      | Sombra Naito (11:20)     |
| Dane Conway          | Styles Takahashi (8:48)     | Gallows Anderson (7:29)     | Dane Conway (abandono)      | Tenzan Kojima (8:04)     | —                        | Okada YOSHI-HASHI (8:59)  | Dane Conway (6:31)        | Dane Conway (7:46)       |
| Okada YOSHI-HASHI    | Okada YOSHI-HASHI (11:56)   | Gallows Anderson (11:17)    | Okada YOSHI-HASHI (12:31)   | Tenzan Kojima (13:26)    | Okada YOSHI-HASHI (8:59) | —                         | Okada YOSHI-HASHI (12:00) | Sombra Naito (14:29)     |
| Taven Bennett        | Taven Bennett (10:41)       | Gallows Anderson (8:45)     | Taven Bennett (abandono)    | Taven Bennett (7:29)     | Dane Conway (6:31)       | Okada YOSHI-HASHI (12:00) | —                         | Taven Bennett (9:35)     |
| Sombra Naito         | Sombra Naito (11:36)        | Gallows Anderson (10:32)    | Sombra Naito (abandono)     | Sombra Naito (11:20)     | Dane Conway (7:46)       | Sombra Naito (14:29)      | Taven Bennett (9:35)      | —                        |
| Bloque B             | Fale Tonga                  | Smith Archer                | Goto Shibata                | Sakuraba Yano            | Nakanishi Nagata         | Suzuki Iizuka             | Nakamura Ishii            | Makabe Honma             |
| Fale Tonga           | —                           | Smith Archer (6:25)         | Fale Tonga (10:10)          | Fale Tonga (9:20)        | Fale Tonga (7:54)        | Suzuki Iizuka (8:32)      | Nakamura Ishii (11:02)    | Makabe Honma (9:19)      |
| Smith Archer         | Smith Archer (6:25)         | —                           | Goto Shibata (10:04)        | Sakuraba Yano (7:51)     | Smith Archer (11:08)     | Smith Archer (11:09)      | Nakamura Ishii (10:56)    | Smith Archer (11:49)     |
| Goto Shibata         | Fale Tonga (10:10)          | Goto Shibata (10:04)        | —                           | Sakuraba Yano (9:24)     | Nakanishi Nagata (11:04) | Goto Shibata (10:00)      | Goto Shibata (9:55)       | Goto Shibata (9:05)      |
| Sakuraba Yano        | Fale Tonga (9:20)           | Sakuraba Yano (7:51)        | Sakuraba Yano (9:24)        | —                        | Nakanishi Nagata (10:14) | Draw (10:42)              | Sakuraba Yano (12:07)     | Makabe Honma (9:10)      |
| Nakanishi Nagata     | Fale Tonga (7:54)           | Smith Archer (11:08)        | Nakanishi Nagata (11:04)    | Nakanishi Nagata (10:14) | —                        | Suzuki Nakanishi (9:54)   | Nakamura Ishii (8:11)     | Nakanishi Nagata (10:27) |
| Suzuki Iizuka        | Suzuki Iizuka (8:32)        | Smith Archer (11:09)        | Goto Shibata (10:00)        | Draw (10:42)             | Suzuki Nakanishi (9:54)  | —                         | Suzuki Iizuka (11:57)     | Makabe Honma (9:30)      |
| Nakamura Ishii       | Nakamura Ishii (11:02)      | Nakamura Ishii (10:56)      | Goto Shibata (9:55)         | Sakuraba Yano (12:07)    | Nakamura Ishii (8:11)    | Suzuki Iizuka (11:57)     | —                         | Nakamura Ishii (15:25)   |
| Makabe Honma         | Makabe Honma (9:19)         | Smith Archer (11:49)        | Goto Shibata (9:05)         | Makabe Honma (9:10)      | Nakanishi Nagata (10:27) | Makabe Honma (9:30)       | Nakamura Ishii (15:25)    | —                        |

|  | Final |                    |       |  |
|  |       |                    |       |  |
|  | A1    | Gallows & Anderson | Pin   |  |
|  | A1    | Gallows & Anderson | Pin   |  |
|  | B1    | Goto & Shibata     | 20:58 |  |
|  | B1    | Goto & Shibata     | 20:58 |  |

### 2015
La edición de 2015 de la World Tag League tuvo lugar del 21 de noviembre al 9 de diciembre. A.J. Styles tuvo que abandonar el torneo debido a una lesión en la espalda después del 24 de noviembre, lo que lo obligó a él y a Yujiro Takahashi a perderse el resto de sus combates.
| Bloque A                               | Bloque A | Bloque B                           | Bloque B |
| -------------------------------------- | -------- | ---------------------------------- | -------- |
| Togi Makabe & Tomoaki Honma            | 8        | Evil & Tetsuya Naito               | 10       |
| Hiroshi Tanahashi & Michael Elgin      | 8        | Hirooki Goto & Katsuyori Shibata   | 8        |
| Christopher Daniels & Frankie Kazarian | 6        | Doc Gallows & Karl Anderson        | 8        |
| Kazuchika Okada & YOSHI-HASHI          | 6        | Shinsuke Nakamura & Tomohiro Ishii | 6        |
| Kazushi Sakuraba & Toru Yano           | 6        | Matt Taven & Michael Bennett       | 4        |
| Bad Luck Fale & Tama Tonga             | 4        | Hiroyoshi Tenzan & Satoshi Kojima  | 4        |
| Manabu Nakanishi & Yuji Nagata         | 4        | A.J. Styles & Yujiro Takahashi     | 2        |

| Bloque A          | Fale Tonga                  | Daniels Kazarian            | Tanahashi Elgin         | Okada YOSHI-HASHI         | Sakuraba Yano             | Nakanishi Nagata          | Makabe Honma             |
| ----------------- | --------------------------- | --------------------------- | ----------------------- | ------------------------- | ------------------------- | ------------------------- | ------------------------ |
| Fale Tonga        | —                           | Daniels Kazarian (11:40)    | Fale Tonga (13:56)      | Okada YOSHI-HASHI (11:16) | Sakuraba Yano (3:38)      | Fale Tonga (9:32)         | Makabe Honma (9:02)      |
| Daniels Kazarian  | Daniels Kazarian (11:40)    | —                           | Tanahashi Elgin (13:15) | Daniels Kazarian (12:06)  | Sakuraba Yano (7:40)      | Daniels Kazarian (9:23)   | Makabe Honma (10:05)     |
| Tanahashi Elgin   | Fale Tonga (13:56)          | Tanahashi Elgin (13:15)     | —                       | Tanahashi Elgin (17:40)   | Tanahashi Elgin (12:19)   | Tanahashi Elgin (14:02)   | Makabe Honma (14:59)     |
| Okada YOSHI-HASHI | Okada YOSHI-HASHI (11:16)   | Daniels Kazarian (12:06)    | Tanahashi Elgin (17:40) | —                         | Okada YOSHI-HASHI (12:31) | Okada YOSHI-HASHI (12:04) | Makabe Honma (14:31)     |
| Sakuraba Yano     | Sakuraba Yano (3:38)        | Sakuraba Yano (7:40)        | Tanahashi Elgin (12:19) | Okada YOSHI-HASHI (12:31) | —                         | Nakanishi Nagata (10:09)  | Sakuraba Yano (7:22)     |
| Nakanishi Nagata  | Fale Tonga (9:32)           | Daniels Kazarian (9:23)     | Tanahashi Elgin (14:02) | Okada Yoshi-Hashi (12:04) | Nakanishi Nagata (10:09)  | —                         | Nakanishi Nagata (10:06) |
| Makabe Honma      | Makabe Honma (9:02)         | Makabe Honma (10:05)        | Makabe Honma (14:59)    | Makabe Honma (14:31)      | Sakuraba Yano (7:22)      | Nakanishi Nagata (10:06)  | —                        |
| Bloque B          | Styles Takahashi            | Gallows Anderson            | Evil Naito              | Goto Shibata              | Tenzan Kojima             | Taven Bennett             | Nakamura Ishii           |
| Styles Takahashi  | —                           | Gallows Anderson (abandono) | Evil Naito (abandono)   | Goto Shibata (abandono)   | Tenzan Kojima (11:56)     | Taven Bennett (abandono)  | Styles Takahashi (14:56) |
| Gallows Anderson  | Gallows Anderson (abandono) | —                           | Evil Naito (12:06)      | Goto Shibata (14:43)      | Gallows Anderson (10:51)  | Gallows Anderson (9:22)   | Gallows Anderson (11:55) |
| Evil Naito        | Evil Naito (abandono)       | Evil Naito (12:06)          | —                       | Evil Naito (13:36)        | Evil Naito (11:08)        | Evil Naito (9:53)         | Nakamura Ishii (16:21)   |
| Goto Shibata      | Goto Shibata (abandono)     | Goto Shibata (14:43)        | Evil Naito (13:36)      | —                         | Tenzan Kojima (11:30)     | Goto Shibata (9:24)       | Goto Shibata (12:48)     |
| Tenzan Kojima     | Tenzan Kojima (11:56)       | Gallows Anderson (10:51)    | Evil Naito (11:08)      | Tenzan Kojima (11:30)     | —                         | Taven Bennett (12:07)     | Nakamura Ishii (15:02)   |
| Taven Bennett     | Taven Bennett (abandono)    | Gallows Anderson (9:22)     | Evil Naito (9:53)       | Goto Shibata (9:24)       | Taven Bennett (12:07)     | —                         | Nakamura Ishii (10:41)   |
| Nakamura Ishii    | Styles Takahashi (14:56)    | Gallows Anderson (11:55)    | Nakamura Ishii (16:21)  | Goto Shibata (12:48)      | Nakamura Ishii (15:02)    | Nakamura Ishii (10:41)    | —                        |

|  | Final |                |       |  |
|  |       |                |       |  |
|  | A1    | Makabe & Honma | Pin   |  |
|  | A1    | Makabe & Honma | Pin   |  |
|  | B1    | Evil & Naito   | 21:36 |  |
|  | B1    | Evil & Naito   | 21:36 |  |

### 2016
La edición de 2016 de la World Tag League tuvo lugar del 18 de noviembre al 10 de diciembre.
| Bloque A                           | Bloque A | Bloque B                        | Bloque B |
| ---------------------------------- | -------- | ------------------------------- | -------- |
| Tama Tonga & Tanga Loa             | 12       | Togi Makabe & Tomoaki Honma     | 10       |
| Hangman Page & Yujiro Takahashi    | 8        | Evil & Sanada                   | 10       |
| Hanson & Raymond Rowe              | 8        | Kazuchika Okada & Yoshi-Hashi   | 8        |
| Hiroyoshi Tenzan & Satoshi Kojima  | 8        | Katsuyori Shibata & Yuji Nagata | 8        |
| Rush & Tetsuya Naito               | 8        | Hirooki Goto & Tomohiro Ishii   | 8        |
| Hiroshi Tanahashi & Juice Robinson | 6        | Billy Gunn & Yoshitatsu         | 6        |
| Brian Breaker & Leland Race        | 6        | Chase Owens & Kenny Omega       | 6        |
| Henare & Manabu Nakanishi          | 0        | Bad Luck Fale & Bone Soldier    | 0        |

| Bloque A           | Breaker Race               | Page Takahashi             | Hanson Rowe             | Henare Nakanishi           | Tanahashi Robinson         | Tenzan Kojima             | Rush Naito                | Tonga Loa              |
| ------------------ | -------------------------- | -------------------------- | ----------------------- | -------------------------- | -------------------------- | ------------------------- | ------------------------- | ---------------------- |
| Breaker Race       | —                          | Breaker Race (11:13)       | Hanson Rowe (9:27)      | Breaker Race (11:54)       | Tanahashi Robinson (15:12) | Breaker Race (10:02)      | Rush Naito (12:17)        | Tonga Loa (10:43)      |
| Page Takahashi     | Breaker Race (11:13)       | —                          | Page Takahashi (12:07)  | Page Takahashi (8:54)      | Tanahashi Robinson (15:59) | Page Takahashi (11:31)    | Page Takahashi (13:03)    | Tonga Loa (11:23)      |
| Hanson Rowe        | Hanson Rowe (9:27)         | Page Takahashi (12:07)     | —                       | Hanson Rowe (7:03)         | Hanson Rowe (11:49)        | Hanson Rowe (8:44)        | Rush Naito (13:33)        | Tonga Loa (11:33)      |
| Henare Nakanishi   | Breaker Race (11:54)       | Page Takahashi (8:54)      | Hanson Rowe (7:03)      | —                          | Tanahashi Robinson (13:41) | Tenzan Kojima (9:50)      | Rush Naito (13:23)        | Tonga Loa (10:18)      |
| Tanahashi Robinson | Tanahashi Robinson (15:12) | Tanahashi Robinson (15:59) | Hanson Rowe (11:49)     | Tanahashi Robinson (13:41) | —                          | Tenzan Kojima (18:49)     | Rush Naito (16:50)        | Tonga Loa (14:51)      |
| Tenzan Kojima      | Breaker Race (10:02)       | Page Takahashi (11:31)     | Hanson Rowe (8:44)      | Tenzan Kojima (9:50)       | Tenzan Kojima (18:49)      | —                         | Tenzan Kojima (14:15)     | Tenzan Kojima (11:06)  |
| Rush Naito         | Rush Naito (12:17)         | Page Takahashi (13:03)     | Rush Naito (13:33)      | Rush Naito (13:23)         | Rush Naito (16:50)         | Tenzan Kojima (14:15)     | —                         | Tonga Loa (13:55)      |
| Tonga Loa          | Tonga Loa (10:43)          | Tonga Loa (11:23)          | Tonga Loa (11:33)       | Tonga Loa (10:18)          | Tonga Loa (14:51)          | Tenzan Kojima (11:06)     | Tonga Loa (13:55)         | —                      |
| Bloque B           | Fale Soldier               | Gunn Yoshitatsu            | Owens Omega             | Evil Sanada                | Goto Ishii                 | Shibata Nagata            | Okada YOSHI-HASHI         | Makabe Honma           |
| Fale Soldier       | —                          | Gunn Yoshitatsu (7:57)     | Owens Omega (7:41)      | Evil Sanada (9:30)         | Goto Ishii (9:20)          | Shibata Nagata (10:53)    | Okada YOSHI-HASHI (12:30) | Makabe Honma (7:50)    |
| Gunn Yoshitatsu    | Gunn Yoshitatsu (7:57)     | —                          | Gunn Yoshitatsu (10:40) | Evil Sanada (9:22)         | Goto Ishii (12:40)         | Shibata Nagata (11:01)    | Okada YOSHI-HASHI (14:11) | Gunn Yoshitatsu        |
| Owens Omega        | Owens Omega (7:41)         | Gunn Yoshitatsu (10:40)    | —                       | Evil Sanada (9:01)         | Goto Ishii (10:36)         | Owens Omega (13:04)       | Owens Omega (17:33)       | Makabe Honma (12:36)   |
| Evil Sanada        | Evil Sanada (9:30)         | Evil Sanada (9:22)         | Evil Sanada (9:01)      | —                          | Goto Ishii (14:27)         | Evil Sanada (12:02)       | Evil Sanada (12:38)       | Makabe Honma (16:20)   |
| Goto Ishii         | Goto Ishii (9:20)          | Goto Ishii (12:40)         | Goto Ishii (10:36)      | Goto Ishii (14:27)         | —                          | Shibata Nagata (16:50)    | Okada YOSHI-HASHI (21:32) | Makabe Honma (19:21)   |
| Shibata Nagata     | Shibata Nagata (10:53)     | Shibata Nagata (11:01)     | Owens Omega (13:04)     | Evil Sanada (12:02)        | Shibata Nagata (16:50)     | —                         | Okada YOSHI-HASHI (17:30) | Shibata Nagata (10:58) |
| Okada YOSHI-HASHI  | Okada YOSHI-HASHI (12:30)  | Okada YOSHI-HASHI (14:11)  | Owens Omega (17:33)     | Evil Sanada (12:38)        | Okada YOSHI-HASHI (21:32)  | Okada YOSHI-HASHI (17:30) | —                         | Makabe Honma (17:03)   |
| Makabe Honma       | Makabe Honma (7:50)        | Gunn Yoshitatsu            | Makabe Honma (12:36)    | Makabe Honma (16:20)       | Makabe Honma (19:21)       | Shibata Nagata (10:58)    | Makabe Honma (17:03)      | —                      |

|  | Final |                |       |  |
|  |       |                |       |  |
|  | A1    | Tonga & Loa    | Pin   |  |
|  | A1    | Tonga & Loa    | Pin   |  |
|  | B1    | Makabe & Honma | 26:39 |  |
|  | B1    | Makabe & Honma | 26:39 |  |

### 2017
La edición de 2017 de la World Tag League tuvo lugar del 18 de noviembre al 11 de diciembre. El torneo contó con el debut en NJPW de Chuckie T., Jeff Cobb y Sami Callihan. El torneo presentó un cambio de formato, en el que varios luchadores principales, a saber: Hiroshi Tanahashi, Kazuchika Okada, Kenny Omega y Tetsuya Naito, que ya tenían combates fijados para Wrestle Kingdom 12, se quedaron fuera del torneo.
| Bloque A                          | Bloque A | Bloque B                            | Bloque B |
| --------------------------------- | -------- | ----------------------------------- | -------- |
| Evil & Sanada                     | 10       | Tama Tonga & Tanga Loa              | 10       |
| Juice Robinson & Sami Callihan    | 8        | Hanson & Raymond Rowe               | 10       |
| Hangman Page & Yujiro Takahashi   | 8        | Davey Boy Smith, Jr. & Lance Archer | 10       |
| Hirooki Goto & Yoshi-Hashi        | 8        | Beretta & Chuckie T.                | 8        |
| Bad Luck Fale & Chase Owens       | 6        | Jeff Cobb & Michael Elgin           | 8        |
| Hiroyoshi Tenzan & Satoshi Kojima | 6        | Tomohiro Ishii & Toru Yano          | 8        |
| Minoru Suzuki & Takashi Iizuka    | 6        | Henare & Togi Makabe                | 2        |
| Manabu Nakanishi & Yuji Nagata    | 4        | David Finlay & Katsuya Kitamura     | 0        |

| Bloque A          | Fale Owens              | Evil Sanada               | Page Takahashi            | Goto YOSHI-HASHI          | Tenzan Kojima            | Robinson Callihan         | Nakanishi Nagata          | Suzuki Iizuka            |
| ----------------- | ----------------------- | ------------------------- | ------------------------- | ------------------------- | ------------------------ | ------------------------- | ------------------------- | ------------------------ |
| Fale Owens        | —                       | Evil Sanada (9:40)        | Fale Owens (8:46)         | Goto YOSHI-HASHI (9:36)   | Fale Owens (11:43)       | Fale Owens (9:10)         | Nakanishi Nagata (8:05)   | Suzuki Iizuka (10:03)    |
| Evil Sanada       | Evil Sanada (9:40)      | —                         | Evil Sanada (12:14)       | Evil Sanada (18:12)       | Evil Sanada (11:45)      | Robinson Callihan (19:29) | Evil Sanada (10:15)       | Suzuki Iizuka (13:20)    |
| Page Takahashi    | Fale Owens (8:46)       | Evil Sanada (12:14)       | —                         | Page Takahashi (11:01)    | Page Takahashi (9:48)    | Robinson Callihan (11:12) | Page Takahashi (10:46)    | Page Takahashi (5:28)    |
| Goto YOSHI-HASHI  | Goto YOSHI-HASHI (9:36) | Evil Sanada (18:12)       | Page Takahashi (11:01)    | —                         | Goto YOSHI-HASHI (11:08) | Robinson Callihan (12:10) | Goto YOSHI-HASHI (11:55)  | Goto YOSHI-HASHI (13:09) |
| Tenzan Kojima     | Fale Owens (11:43)      | Evil Sanada (11:45)       | Page Takahashi (9:48)     | Goto YOSHI-HASHI (11:08)  | —                        | Tenzan Kojima (12:28)     | Tenzan Kojima (13:48)     | Tenzan Kojima (11:47)    |
| Robinson Callihan | Fale Owens (9:10)       | Robinson Callihan (19:29) | Robinson Callihan (11:12) | Robinson Callihan (12:10) | Tenzan Kojima (12:28)    | —                         | Robinson Callihan (12:18) | Suzuki Iizuka (8:56)     |
| Nakanishi Nagata  | Nakanishi Nagata (8:05) | Evil Sanada (10:15)       | Page Takahashi (10:46)    | Goto YOSHI-HASHI (11:55)  | Tenzan Kojima (13:48)    | Robinson Callihan (12:18) | —                         | Nakanishi Nagata (12:03) |
| Suzuki Iizuka     | Suzuki Iizuka (10:03)   | Suzuki Iizuka (13:20)     | Page Takahashi (5:28)     | Goto Yoshi-Hashi (13:09)  | Tenzan Kojima (11:47)    | Suzuki Iizuka (8:56)      | Nakanishi Nagata (12:03)  | —                        |
| Bloque B          | Beretta Chuckie         | Smith Archer              | Finlay Kitamura           | Hanson Rowe               | Henare Makabe            | Cobb Elgin                | Tonga Loa                 | Ishii Yano               |
| Beretta Chuckie   | —                       | Smith Archer (11:26)      | Beretta Chuckie (7:26)    | Hanson Rowe (14:11)       | Beretta Chuckie (9:23)   | Beretta Chuckie (17:08)   | Beretta Chuckie (11:07)   | Ishii Yano (9:27)        |
| Smith Archer      | Smith Archer (11:26)    | —                         | Smith Archer (10:04)      | Hanson Rowe (16:33)       | Smith Archer (10:10)     | Smith Archer (14:40)      | Tonga Loa (9:42)          | Smith Archer (12:48)     |
| Finlay Kitamura   | Beretta Chuckie (7:26)  | Smith Archer (10:04)      | —                         | Hanson Rowe (7:47)        | Henare Makabe (6:33)     | Cobb Elgin (8:26)         | Tonga Loa (9:45)          | Ishii Yano (8:34)        |
| Hanson Rowe       | Hanson Rowe (14:11)     | Hanson Rowe (16:33)       | Hanson Rowe (7:47)        | —                         | Hanson Rowe (9:44)       | Hanson Rowe (13:08)       | Tonga Loa (14:04)         | Ishii Yano (13:05)       |
| Henare Makabe     | Beretta Chuckie (9:23)  | Smith Archer (10:10)      | Henare Makabe (6:33)      | Hanson Rowe (9:44)        | —                        | Cobb Elgin (7:35)         | Tonga Loa (9:04)          | Ishii Yano (8:29)        |
| Cobb Elgin        | Beretta Chuckie (17:08) | Smith Archer (14:40)      | Cobb Elgin (8:26)         | Hanson Rowe (13:08)       | Cobb Elgin (7:35)        | —                         | Cobb Elgin (14:35)        | Cobb Elgin (13:28)       |
| Tonga Loa         | Beretta Chuckie (11:07) | Tonga Loa (9:42)          | Tonga Loa (9:45)          | Tonga Loa (14:04)         | Tonga Loa (9:04)         | Cobb Elgin (14:35)        | —                         | Tonga Loa (11:27)        |
| Ishii Yano        | Ishii Yano (9:27)       | Smith Archer (12:48)      | Ishii Yano (8:34)         | Ishii Yano (13:05)        | Ishii Yano (8:29)        | Cobb Elgin (13:28)        | Tonga Loa (11:27)         | —                        |

|  | Final |               |       |  |
|  |       |               |       |  |
|  | A1    | Evil & Sanada | Pin   |  |
|  | A1    | Evil & Sanada | Pin   |  |
|  | B1    | Tonga & Loa   | 21:54 |  |
|  | B1    | Tonga & Loa   | 21:54 |  |

### 2018
La edición de 2018 de la World Tag League tuvo lugar del 17 de noviembre al 9 de diciembre. El formato del torneo cambió con respecto al año anterior, disminuyendo el número de equipos participantes de los 16 del año anterior a 14 para este año, y cambiando a un solo bloque con los dos primeros equipos de la tabla de posiciones avanzando a la final. También se aplica la regla del año anterior que deja fuera del torneo a los luchadores con un combate ya pactado para Wrestle Kingdom 13, los cuales son: Kenny Omega, Hiroshi Tanahashi, Tetsuya Naito, Kazuchika Okada y Jay White.
| Tama Tonga & Tanga Loa             | 20 |
| Sanada & Evil                      | 20 |
| Tomohiro Ishii & Toru Yano         | 18 |
| Lance Archer & Davey Boy Smith Jr. | 18 |
| Michael Elgin & Jeff Cobb          | 16 |
| Zack Sabre Jr. & Taichi            | 16 |
| Juice Robinson & Finlay            | 16 |
| Beretta & Chuckie T.               | 14 |
| Minoru Suzuki & Takashi Iizuka     | 10 |
| Hangman Page & Yujiro Takahashi    | 10 |
| Hiroyoshi Tenzan & Satoshi Kojima  | 10 |
| Togi Makabe & Toa Henare           | 8  |
| Yuji Nagata & Manabu Nakanishi     | 6  |
| Ayato Yoshida & Shota Umino        | 0  |

| Resultados       | Makabe Henare           | Tenzan Kojima            | Nagata Nakanishi         | Yoshida Umino           | Robinson Finlay         | Elgin Cobb              | Ishii Yano             | Beretta Chuckie         | Page Takahashi          | Tonga Loa               | Suzuki Iizuka         | Archer Smith          | Sabre Taichi            | Sanada Evil             |
| ---------------- | ----------------------- | ------------------------ | ------------------------ | ----------------------- | ----------------------- | ----------------------- | ---------------------- | ----------------------- | ----------------------- | ----------------------- | --------------------- | --------------------- | ----------------------- | ----------------------- |
| Makabe Henare    | —                       | Kojima Tenzan (9:58)     | Makabe Henare (10:05)    | Makabe Henare (8:04)    | Robinson Finlay (10:44) | Elgin Cobb (11:37)      | Ishii Yano (9:33)      | Makabe Henare (11:16)   | Page Takahashi (11:08)  | Tonga Loa (12:11)       | Makabe Henare (11:44) | Archer Smith (10:06)  | Sabre Taichi (11:38)    | Sanada Evil (12:21)     |
| Tenzan Kojima    | Kojima Tenzan (9:58)    | —                        | Nagata Nakanishi (12:11) | Tenzan Kojima (11:46)   | Robinson Finlay (8:07)  | Elgin Cobb (12:18)      | Ishii Yano (10:56)     | Beretta Chuckie (11:20) | Page Takahashi (10:03)  | Tenzan Kojima (11:13)   | Tenzan Kojima (8:54)  | Tenzan Kojima (10:55) | Sabre Taichi (9:30)     | Sanada Evil (12:00)     |
| Nagata Nakanishi | Makabe Henare (10:05)   | Nagata Nakanishi (12:11) | —                        | Nagata Nakanishi (8:12) | Robinson Finlay (9:14)  | Elgin Cobb (8:58)       | Ishii Yano (8:28)      | Beretta Chuckie (7:20)  | Nagata Nakanishi (8:15) | Tonga Loa (9:27)        | Suzuki Iizuka (9:28)  | Archer Smith (8:21)   | Sabre Taichi (9:21)     | Sanada Evil (9:00)      |
| Yoshida Umino    | Makabe Henare (8:04)    | Tenzan Kojima (11:46)    | Nagata Nakanishi (8:12)  | —                       | Robinson Finlay (8:59)  | Elgin Cobb (7:59)       | Ishii Yano (7:47)      | Beretta Chuckie (8:32)  | Page Takahashi (7:53)   | Tonga Loa (7:52)        | Suzuki Iizuka (9:05)  | Archer Smith (4:12)   | Sabre Taichi (8:39)     | Sanada Evil (8:58)      |
| Robinson Finlay  | Robinson Finlay (10:44) | Robinson Finlay (8:07)   | Robinson Finlay (9:14)   | Robinson Finlay (8:59)  | —                       | Robinson Finlay (11:32) | Ishii Yano (11:43)     | Robinson Finlay (9:54)  | Robinson Finlay (7:14)  | Tonga Loa (12:58)       | Suzuki Iizuka (11:17) | Archer Smith (8:26)   | Sabre Taichi (9:22)     | Robinson Finlay (11:15) |
| Elgin Cobb       | Elgin Cobb (11:37)      | Elgin Cobb (12:18)       | Elgin Cobb (8:58)        | Elgin Cobb (7:59)       | Robinson Finlay (11:32) | —                       | Ishii Yano (13:58)     | Elgin Cobb (11:48)      | Page Takahashi (11:18)  | Elgin Cobb (13:32)      | Elgin Cobb (11:37)    | Archer Smith (11:10)  | Elgin Cobb (12:04)      | Sanada Evil (17:40)     |
| Ishii Yano       | Ishii Yano (9:33)       | Ishii Yano (10:56)       | Ishii Yano (8:28)        | Ishii Yano (7:47)       | Ishii Yano (11:43)      | Ishii Yano (13:58)      | —                      | Beretta Chuckie (8:50)  | Ishii Yano (9:35)       | Tanga Loa (13:48)       | Ishii Yano (10:24)    | Ishii Yano (13:53)    | Sabre Taichi (16:28)    | Sanada Evil (14:20)     |
| Beretta Chuckie  | Makabe Henare (11:16)   | Beretta Chuckie (11:20)  | Beretta Chuckie (7:20)   | Beretta Chuckie (8:32)  | Robinson Finlay (9:54)  | Elgin Cobb (11:48)      | Beretta Chuckie (8:50) | —                       | Beretta Chuckie (10:26) | Beretta Chuckie (17:03) | Suzuki Iizuka (10:20) | Archer Smith (11:03)  | Beretta Chuckie (15:10) | Sanada Evil (12:37)     |
| Page Takahashi   | Page Takahashi (11:08)  | Page Takahashi (10:03)   | Nagata Nakanishi (8:15)  | Page Takahashi (7:53)   | Robinson Finlay (7:14)  | Page Takahashi (11:18)  | Ishii Yano (9:35)      | Beretta Chuckie (10:26) | —                       | Tonga Loa (10:57)       | Suzuki Iizuka (10:42) | Archer Smith (10:41)  | Page Takahashi (15:08)  | Sanada Evil (13:40)     |
| Tonga Loa        | Tonga Loa (12:11)       | Tenzan Kojima (11:13)    | Tonga Loa (9:27)         | Tonga Loa (7:52)        | Tonga Loa (12:58)       | Elgin Cobb (13:32)      | Tonga Loa (13:48)      | Beretta Chuckie (17:03) | Tonga Loa (10:57)       | —                       | Tonga Loa (9:46)      | Tonga Loa (11:24)     | Tonga Loa (9:43)        | Tonga Loa (17:21)       |
| Suzuki Iizuka    | Makabe Henare (11:44)   | Tenzan Kojima (8:54)     | Suzuki Iizuka (9:28)     | Suzuki Iizuka (9:05)    | Suzuki Iizuka (11:17)   | Elgin Cobb (11:37)      | Ishii Yano (10:24)     | Suzuki Iizukua (10:20)  | Suzuki Iizuka (10:42)   | Tonga Loa (9:46)        | —                     | Archer Smith (11:22)  | Sabre Taichi (14:18)    | Sanada Evil (10:53)     |
| Archer Smith     | Archer Smith (10:06)    | Tenzan Kojima (10:55)    | Archer Smith (8:21)      | Archer Smith (4:12)     | Archer Smith (8:26)     | Archer Smith (11:10)    | Ishii Yano (13:53)     | Archer Smith (11:03)    | Archer Smith (10:41)    | Tonga Loa (11:24)       | Archer Smith (11:22)  | —                     | Archer Smith (11:01)    | Sanada Evil (12:58)     |
| Sabre Taichi     | Sabre Taichi (11:38)    | Sabre Taichi (9:30)      | Sabre Taichi (9:21)      | Sabre Taichi (8:39)     | Sabre Taichi (9:22)     | Elgi Cobb (12:04)       | Sabre Taichi (16:28)   | Beretta Chuckie (15:10) | Page Takahashi (15:08)  | Tonga Loa (9:43)        | Sabre Taichi (14:18)  | Archer Smith (11:01)  | —                       | Sabre Taichi (16:56)    |
| Sanada Evil      | Sanada Evil (12:21)     | Sanada Evil (12:00)      | Sanada Evil (9:00)       | Sanada Evil (8:58)      | Robinson Finlay (11:15) | Sanada Evil (17:40)     | Sanada Evil (14:20)    | Sanada Evil (12:37)     | Sanada Evil (13:40)     | Tonga Loa (17:21)       | Sanada Evil (10:53)   | Sanada Evil (12:58)   | Sabre Taichi (16:56)    | —                       |

|  | Final |               |       |  |
|  |       |               |       |  |
|  | 1     | Tonga & Loa   | Pin   |  |
|  | 1     | Tonga & Loa   | Pin   |  |
|  | 2     | Sanada & Evil | 27:01 |  |
|  | 2     | Sanada & Evil | 27:01 |  |

### 2019
La edición de 2019 de la World Tag League tuvo lugar del 16 de noviembre al 8 de diciembre. Sigue el mismo formato del torneo del año anterior, con la diferencia de que se añaden dos equipos más y el equipo ganador es aquel que ocupa el primer lugar en la tabla de posiciones. Los siguientes luchadores quedaron fuera del torneo por tener combates titulares ya pactados para Wrestle Kingdom 14: Tetsuya Naito, Jay White, Kazuchika Okada y Kota Ibushi.
| Juice Robinson & David Finlay     | 26 |
| Sanada & Evil                     | 26 |
| Tama Tonga & Tanga Loa            | 24 |
| Tomohiro Ishii & YOSHI-HASHI      | 22 |
| Zack Sabre Jr. & Taichi           | 18 |
| Minoru Suzuki & Lance Archer      | 18 |
| Colt Cabana & Toru Yano           | 18 |
| KENTA & Yujiro Takahashi          | 16 |
| Mikey Nicholls & Jeff Cobb        | 16 |
| El Terrible & Shingo Takagi       | 12 |
| Bad Luck Fale & Chase Owens       | 12 |
| Hiroyoshi Tenzan & Satoshi Kojima | 8  |
| Togi Makabe & Tomoaki Honma       | 8  |
| Toa Henare & Hiroshi Tanahashi    | 6  |
| Hirooki Goto & Karl Fredericks    | 6  |
| Yuji Nagata & Manabu Nakanishi    | 4  |

| Resultados        | Makabe Honma              | Tenzan Kojima             | Nagata Nakanishi          | Henare Tanahashi          | Robinson Finlay         | Cabana Yano             | Nicholls Cobb             | Goto Fredericks           | Ishii YOSHI-HASHI         | Fale Owens             | KENTA Takahashi           | Tonga Loa                 | Suzuki Archer             | Sabre Taichi              | Terrible Takagi           | Sanada Evil             |
| ----------------- | ------------------------- | ------------------------- | ------------------------- | ------------------------- | ----------------------- | ----------------------- | ------------------------- | ------------------------- | ------------------------- | ---------------------- | ------------------------- | ------------------------- | ------------------------- | ------------------------- | ------------------------- | ----------------------- |
| Makabe Honma      | —                         | Tenzan Kojima (11:37)     | Makabe Honma (9:45)       | Henare Tanahashi (12:01)  | Robinson Finlay (11:49) | Makabe Honma (8:12)     | Nicholls Cobb (9:49)      | Makabe Honma (10:43)      | Ishii YOSHI-HASHI (12:55) | Fale Owens (9:45)      | KENTA Takahashi (11:33)   | Tonga Loa (13:47)         | Suzuki Archer (12:27)     | Sabre Taichi (10:23)      | Makabe Honma (9:57)       | Sanada Evil (11:11)     |
| Tenzan Kojima     | Tenzan Kojima (11:37)     | —                         | Nagata Nakanishi (9:49)   | Tenzan Kojima (10:43)     | Robinson Finlay (10:09) | Tenzan Kojima (9:08)    | Nicholls Cobb (9:56)      | Goto Fredericks (11:39)   | Ishii YOSHI-HASHI (11:09) | Fale Owens (9:22)      | KENTA Takahashi (10:32)   | Tonga Loa (14:50)         | Suzuki Archer (12:13)     | Sabre Taichi (9:57)       | Tenzan Kojima (10:06)     | Sanada Evil (11:33)     |
| Nagata Nakanishi  | Makabe Honma (9:45)       | Nagata Nakanishi (9:49)   | —                         | Henare Tanahashi (10:37)  | Robinson Finlay (9:18)  | Cabana Yano (10:33)     | Nicholls Cobb (9:56)      | Nagata Nakanishi (11:27)  | Ishii YOSHI-HASHI (10:01) | Fale Owens (8:10)      | KENTA Takahashi (10:41)   | Tonga Loa (8:49)          | Suzuki Archer (9:47)      | Sabre Taichi (9:27)       | Terrible Takagi (9:56)    | Sanada Evil (10:31)     |
| Henare Tanahashi  | Henare Tanahashi (12:01)  | Tenzan Kojima (10:43)     | Henare Tanahashi (10:37)  | —                         | Robinson Finlay (11:31) | Cabana Yano (10:08)     | Nicholls Cobb (10:15)     | Henare Tanahashi (10:15)  | Ishii YOSHI-HASHI (12:48) | Fale Owens (10:20)     | KENTA Takahashi (13:17)   | Tonga Loa (11:17)         | Suzuki Archer (12:34)     | Sabre Taichi (13:36)      | Terrible Takagi (13:04)   | Sanada Evil (10:55)     |
| Robinson Finlay   | Robinson Finlay (11:49)   | Robinson Finlay (10:09)   | Robinson Finlay (9:18)    | Robinson Finlay (11:31)   | —                       | Robinson Finlay (8:42)  | Robinson Finlay (9:38)    | Robinson Finlay (11:18)   | Robinson Finlay (14:01)   | Robinson Finlay (9:48) | Robinson Finlay (9:08)    | Tonga Loa (14:01)         | Robinson Finlay (13:46)   | Sabre Taichi (17:04)      | Robinson Finlay (8:07)    | Robinson Finlay (24:01) |
| Cabana Yano       | Makabe Honma (8:12)       | Tenzan Kojima (9:08)      | Cabana Yano (10:33)       | Cabana Yano (10:08)       | Robinson Finlay (8:42)  | —                       | Nicholls Cobb (8:22)      | Cabana Yano (8:08)        | Cabana Yano (10:02)       | Cabana Yano (9:56)     | KENTA Takahashi (10:04)   | Cabana Yano (10:10)       | Cabana Yano (10:44)       | Sabre Taichi (10:00)      | Cabana Yano (9:15)        | Cabana Yano (13:32)     |
| Nicholls Cobb     | Nicholls Cobb (9:49)      | Nicholls Cobb (9:56)      | Nicholls Cobb (9:56)      | Nicholls Cobb (10:15)     | Robinson Finlay (9:38)  | Nicholls Cobb (8:22)    | —                         | Nicholls Cobb (10:19)     | Ishii YOSHI-HASHI (12:30) | Fale Owens (11:44)     | KENTA Takahashi (10:08)   | Tonga Loa (14:47)         | Suzuki Archer (9:05)      | Nicholls Cobb (11:51)     | Nicholls Cobb (9:56)      | Sanada Evil (13:06)     |
| Goto Fredericks   | Makabe Honma (10:43)      | Goto Fredericks (11:39)   | Nagata Nakanishi (11:27)  | Henare Tanahashi (10:15)  | Robinson Finlay (11:18) | Cabana Yano (8:08)      | Nicholls Cobb (10:19)     | —                         | Ishii YOSHI-HASHI (12:51) | Goto Fredericks (9:30) | Goto Fredericks (11:38)   | Tonga Loa (8:22)          | Suzuki Archer (10:29)     | Sabre Taichi (10:43)      | Terrible Takagi (10:39)   | Sanada Evil (11:30)     |
| Ishii YOSHI-HASHI | Ishii YOSHI-HASHI (12:55) | Ishii YOSHI-HASHI (11:09) | Ishii YOSHI-HASHI (10:01) | Ishii YOSHI-HASHI (12:48) | Robinson Finlay (14:01) | Cabana Yano (10:02)     | Ishii YOSHI-HASHI (12:30) | Ishii YOSHI-HASHI (12:51) | —                         | Fale Owens (10:17)     | Ishii YOSHI-HASHI (12:46) | Ishii YOSHI-HASHI (16:43) | Ishii YOSHI-HASHI (17:45) | Ishii YOSHI-HASHI (11:48) | Ishii YOSHI-HASHI (12:34) | Sanada Evil (18:28)     |
| Fale Owens        | Fale Owens (9:45)         | Fale Owens (9:22)         | Fale Owens (8:10)         | Fale Owens (10:20)        | Robinson Finlay (9:48)  | Cabana Yano (9:56)      | Fale Owens (11:44)        | Goto Fredericks (9:30)    | Fale Owens (10:17)        | —                      | KENTA Takahashi (7:08)    | Tonga Loa (10:57)         | Suzuki Archer (9:03)      | Sabre Taichi (8:44)       | Terrible Takagi (9:28)    | Sanada Evil (12:10)     |
| KENTA Takahashi   | KENTA Takahashi (11:33)   | KENTA Takahashi (10:32)   | KENTA Takahashi (10:41)   | KENTA Takahashi (13:17)   | Robinson Finlay (9:08)  | KENTA Takahashi (10:04) | KENTA Takahashi (10:08)   | Goto Fredericks (11:38)   | Ishii YOSHI-HASHI (12:46) | KENTA Takahashi (7:08) | —                         | Tonga Loa (9:00)          | Suzuki Archer (11:24)     | KENTA Takahashi (11:10)   | Terrible Takagi (10:14)   | Sanada Evil (12:20)     |
| Tonga Loa         | Tonga Loa (13:47)         | Tonga Loa (14:50)         | Tonga Loa (8:49)          | Tonga Loa (11:17)         | Tonga Loa (14:01)       | Cabana Yano (10:10)     | Tonga Loa (14:47)         | Tonga Loa (8:22)          | Ishii YOSHI-HASHI (16:43) | Tonga Loa (10:57)      | Tonga Loa (9:00)          | —                         | Tonga Loa (14:31)         | Tonga Loa (11:31)         | Tonga Loa (10:30)         | Sanada Evil (13:40)     |
| Suzuki Archer     | Suzuki Archer (12:27)     | Suzuki Archer (12:13)     | Suzuki Archer (9:47)      | Suzuki Archer (12:34)     | Robinson Finlay (13:46) | Cabana Yano (10:44)     | Suzuki Archer (9:05)      | Suzuki Archer (10:29)     | Ishii YOSHI-HASHI (17:45) | Suzuki Archer (9:03)   | Suzuki Archer (11:24)     | Tonga Loa (14:31)         | —                         | Sabre Taichi (14:50)      | Suzuki Archer (11:12)     | Sanada Evil (12:58)     |
| Sabre Taichi      | Sabre Taichi (10:23)      | Sabre Taichi (9:57)       | Sabre Taichi (9:27)       | Sabre Taichi (13:36)      | Sabre Taichi (17:04)    | Sabre Taichi (10:00)    | Nicholls Cobb (11:51)     | Sabre Taichi (10:43)      | Ishii YOSHI-HASHI (11:48) | Sabre Taichi (8:44)    | KENTA Takahashi (11:10)   | Tonga Loa (11:31)         | Sabre Taichi (14:50)      | —                         | Terrible Takagi (15:28)   | Sanada Evil (17:52)     |
| Terrible Takagi   | Makabe Honma (9:57)       | Tenzan Kojima (10:06)     | Terrible Takagi (9:56)    | Terrible Takagi (13:04)   | Robinson Finlay (8:07)  | Cabana Yano (9:15)      | Nicholls Cobb (9:56)      | Terrible Takagi (10:39)   | Ishii YOSHI-HASHI (12:34) | Terrible Takagi (9:28) | Terrible Takagi (10:14)   | Tonga Loa (10:30)         | Suzuki Archer (11:12)     | Terrible Takagi (15:28)   | —                         | Sanada Evil (12:26)     |
| Sanada Evil       | Sanada Evil (11:11)       | Sanada Evil (11:33)       | Sanada Evil (10:31)       | Sanada Evil (10:55)       | Robinson Finlay (24:01) | Cabana Yano (13:32)     | Sanada Evil (13:06)       | Sanada Evil (11:30)       | Sanada Evil (18:28)       | Sanada Evil (12:10)    | Sanada Evil (12:20)       | Sanada Evil (13:40)       | Sanada Evil (12:58)       | Sanada Evil (17:52)       | Sanada Evil (12:26)       | —                       |

### 2020
La edición de 2020 de la World Tag League tuvo lugar del 15 de noviembre al 11 de diciembre, al mismo tiempo que el torneo Best of the Super Juniors 27. El formato de este año es de un solo bloque de 10 equipos con los dos primeros equipos de la tabla de posiciones avanzando a una final.
| Juice Robinson & David Finlay  | 12 |
| Tama Tonga & Tanga Loa         | 12 |
| Taichi & Zack Sabre Jr.        | 12 |
| Tomohiro Ishii & Toru Yano     | 10 |
| Shingo Takagi & Sanada         | 10 |
| Hirooki Goto & Yoshi-Hashi     | 10 |
| Great-O-Khan & Jeff Cobb       | 10 |
| Bad Luck Fale & Chase Owens    | 6  |
| Evil & Yujiro Takahashi        | 6  |
| Hiroshi Tanahashi & Toa Henare | 2  |

| Resultados       | Robinson Finlay         | Evil Takahashi           | Tonga Loa                | Ishii Yano              | Taichi Sabre            | Goto Yoshi-Hashi         | Takagi Sanada           | Fale Owens              | Khan Cobb                | Tanahashi Henare         |
| ---------------- | ----------------------- | ------------------------ | ------------------------ | ----------------------- | ----------------------- | ------------------------ | ----------------------- | ----------------------- | ------------------------ | ------------------------ |
| Robinson Finlay  | —                       | Evil Takahashi (12:11)   | Robinson Finlay (16:42)  | Robinson Finlay (11:20) | Robinson Finlay (21:32) | Robinson Finlay (15:50)  | Robinson Finlay (15:47) | Fale Owens (9:03)       | Khan Cobb (15:15)        | Robinson Finlay (11:18)  |
| Evil Takahashi   | Evil Takahashi (12:11)  | —                        | Tonga Loa (8:36)         | Evil Takahashi (11:16)  | Taichi Sabre (13:58)    | Goto Yoshi-Hashi (13:03) | Evil Takahashi (12:20)  | Fale Owens (3:33)       | Khan Cobb (13:02)        | Tanahashi Henare (13:03) |
| Tonga Loa        | Robinson Finlay (16:42) | Tonga Loa (8:36)         | —                        | Ishii Yano (12:10)      | Tonga Loa (18:51)       | Goto Yoshi-Hashi (14:28) | Tonga Loa (15:28)       | Tonga Loa (10:07)       | Tonga Loa (15:53)        | Tonga Loa (3:55)         |
| Ishii Yano       | Robinson Finlay (11:20) | Evil Takahashi (11:16)   | Ishii Yano (12:10)       | —                       | Taichi Sabre (10:36)    | Ishii Yano (15:08)       | Takagi Sanada (12:24)   | Ishii Yano (5:35)       | Ishii Yano (13:29)       | Ishii Yano (14:43)       |
| Taichi Sabre     | Robinson Finlay (21:32) | Taichi Sabre (13:58)     | Tonga Loa (18:51)        | Taichi Sabre (10:36)    | —                       | Taichi Sabre (10:29)     | Takagi Sanada (20:36)   | Taichi Sabre (7:32)     | Taichi Sabre (14:50)     | Taichi Sabre (19:37)     |
| Goto Yoshi-Hashi | Robinson Finlay (15:50) | Goto Yoshi-Hashi (13:03) | Goto Yoshi-Hashi (14:28) | Ishii Yano (15:08)      | Taichi Sabre (10:29)    | —                        | Takagi Sanada (17:20)   | Goto Yoshi-Hashi (8:03) | Goto Yoshi-Hashi (13:41) | Goto Yoshi-Hashi (12:39) |
| Takagi Sanada    | Robinson Finlay (15:47) | Evil Takahashi (12:20)   | Tonga Loa (15:28)        | Takagi Sanada (12:24)   | Takagi Sanada (20:36)   | Takagi Sanada (17:20)    | —                       | Takagi Sanada (9:45)    | Khan Cobb (11:46)        | Takagi Sanada (19:25)    |
| Fale Owens       | Fale Owens (9:03)       | Fale Owens (3:33)        | Tonga Loa (10:07)        | Ishii Yano (5:35)       | Taichi Sabre (7:32)     | Goto Yoshi-Hashi (8:03)  | Takagi Sanada (9:45)    | —                       | Khan Cobb (6:47)         | Fale Owens (10:35)       |
| Khan Cobb        | Khan Cobb (15:15)       | Khan Cobb (13:02)        | Tonga Loa (15:53)        | Ishii Yano (13:29)      | Taichi Sabre (14:50)    | Goto Yoshi-Hashi (13:41) | Khan Cobb (11:46)       | Khan Cobb (6:47)        | —                        | Khan Cobb (2:28)         |
| Tanahashi Henare | Robinson Finlay (11:18) | Tanahashi Henare (13:03) | Tonga Loa (3:55)         | Ishii Yano (14:43)      | Taichi Sabre (19:37)    | Goto Yoshi-Hashi (12:39) | Takagi Sanada (19:25)   | Fale Owens (10:35)      | Khan Cobb (2:28)         | —                        |

|  | Final |                               |       |  |
|  |       |                               |       |  |
|  | 1     | Juice Robinson & David Finlay | Pin   |  |
|  | 1     | Juice Robinson & David Finlay | Pin   |  |
|  | 2     | Tama Tonga & Tanga Loa        | 22:15 |  |
|  | 2     | Tama Tonga & Tanga Loa        | 22:15 |  |

### 2021
La edición de 2021 de la World Tag League tuvo lugar del 14 de noviembre al 15 de diciembre, al mismo tiempo que el torneo Best of the Super Juniors 28. El torneo sigue el mismo formato de la edición anterior con un solo bloque de 12 equipos con los dos primeros equipos de la tabla de posiciones avanzando a una final.
| Hirooki Goto & Yoshi-Hashi        | 18 |
| Evil & Yujiro Takahashi           | 16 |
| Taichi & Zack Sabre Jr.           | 16 |
| Tetsuya Naito & Sanada            | 16 |
| Tama Tonga & Tanga Loa            | 14 |
| Hiroshi Tanahashi & Toru Yano     | 14 |
| Great-O-Khan & Aaron Henare       | 14 |
| Bad Luck Fale & Chase Owens       | 12 |
| Hiroyoshi Tenzan & Satoshi Kojima | 6  |
| Togi Makabe & Tomoaki Honma       | 4  |
| Yuji Nagata & Tiger Mask IV       | 2  |
| Minoru Suzuki & TAKA Michinoku    | 0  |

| Resultados       | Tanahashi Yano           | Makabe Honma             | Tenzan Kojima            | Nagata Mask              | Goto Yoshi-Hashi         | Naito Sanada           | Taichi Sabre             | Suzuki Michinoku         | O-Khan Henare            | Tonga Loa                | Evil Takahashi         | Fale Owens               |
| ---------------- | ------------------------ | ------------------------ | ------------------------ | ------------------------ | ------------------------ | ---------------------- | ------------------------ | ------------------------ | ------------------------ | ------------------------ | ---------------------- | ------------------------ |
| Tanahashi Yano   | —                        | Tanahashi Yano (13:01)   | Tanahashi Yano (9:17)    | Tanahashi Yano (8:49)    | Goto Yoshi-Hashi (11:24) | Naito Sanada (15:18)   | Taichi Sabre (14:23)     | Tanahashi Yano (10:37)   | Tanahashi Yano (11:49)   | Tonga Loa (14:47)        | Tanahashi Yano (12:16) | Tanahashi Yano (9:53)    |
| Makabe Honma     | Tanahashi Yano (13:01)   | —                        | Tenzan Kojima (11:39)    | Makabe Honma (9:07)      | Goto Yoshi-Hashi (10:41) | Naito Sanada (13:01)   | Taichi Sabre (13:39)     | Makabe Honma (10:11)     | O-Khan Henare (12:17)    | Tonga Loa (14:00)        | Evil Takahashi (11:18) | Fale Owens (10:34)       |
| Tenzan Kojima    | Tanahashi Yano (9:17)    | Tenzan Kojima (11:39)    | —                        | Tenzan Kojima (10:09)    | Goto Yoshi-Hashi (11:46) | Naito Sanada (11:32)   | Taichi Sabre (16:34)     | Tenzan Kojima (9:27)     | O-Khan Henare (12:43)    | Tonga Loa (12:56)        | Evil Takahashi (11:24) | Fale Owens (10:45)       |
| Nagata Mask      | Tanahashi Yano (8:49)    | Makabe Honma (9:07)      | Tenzan Kojima (10:09)    | —                        | Goto Yoshi-Hashi (10:59) | Naito Sanada (13:56)   | Taichi Sabre (11:48)     | Nagata Mask (14:46)      | O-Khan Henare (10:11)    | Tonga Loa (7:01)         | Evil Takahashi (8:23)  | Fale Owens (9:52)        |
| Goto Yoshi-Hashi | Goto Yoshi-Hashi (11:24) | Goto Yoshi-Hashi (10:41) | Goto Yoshi-Hashi (11:46) | Goto Yoshi-Hashi (10:59) | —                        | Naito Sanada (18:21)   | Goto Yoshi-Hashi (24:44) | Goto Yoshi-Hashi (10:09) | Goto Yoshi-Hashi (19:43) | Goto Yoshi-Hashi (20:02) | Evil Takahashi (11:20) | Goto Yoshi-Hashi (11:46) |
| Naito Sanada     | Naito Sanada (15:18)     | Naito Sanada (13:01)     | Naito Sanada (11:32)     | Naito Sanada (13:56)     | Naito Sanada (18:21)     | —                      | Taichi Sabre (29:49)     | Naito Sanada (11:02)     | O-Khan Henare (21:28)    | Naito Sanada (18:30)     | Evil Takahashi (17:46) | Naito Sanada (10:22)     |
| Taichi Sabre     | Taichi Sabre (14:23)     | Taichi Sabre (13:39)     | Taichi Sabre (16:34)     | Taichi Sabre (11:48)     | Goto Yoshi-Hashi (24:44) | Taichi Sabre (29:49)   | —                        | Taichi Sabre (18:44)     | O-Khan Henare (19:05)    | Taichi Sabre (17:41)     | Evil Takahashi (17:10) | Taichi Sabre (18:32)     |
| Suzuki Michinoku | Tanahashi Yano (10:37)   | Makabe Honma (10:11)     | Tenzan Kojima (9:27)     | Nagata Mask (14:46)      | Goto Yoshi-Hashi (10:09) | Naito Sanada (11:02)   | Taichi Sabre (18:44)     | —                        | O-Khan Henare (10:17)    | Tonga Loa (9:52)         | Evil Takahashi (9:31)  | Fale Owens (9:03)        |
| O-Khan Henare    | Tanahashi Yano (11:49)   | O-Khan Henare (12:17)    | O-Khan Henare (12:43)    | O-Khan Henare (10:11)    | Goto Yoshi-Hashi (19:43) | O-Khan Henare (21:28)  | O-Khan Henare (19:05)    | O-Khan Henare (10:17)    | —                        | Tonga Loa (13:31)        | O-Khan Henare (12:51)  | Fale Owens (9:13)        |
| Tonga Loa        | Tonga Loa (14:47)        | Tonga Loa (14:00)        | Tonga Loa (12:56)        | Tonga Loa (7:01)         | Goto Yoshi-Hashi (20:02) | Naito Sanada (18:30)   | Taichi Sabre (17:41)     | Tonga Loa (9:52)         | Tonga Loa (13:31)        | —                        | Evil Takahashi (11:15) | Tonga Loa (11:28)        |
| Evil Takahashi   | Tanahashi Yano (12:16)   | Evil Takahashi (11:18)   | Evil Takahashi (11:24)   | Evil Takahashi (8:23)    | Evil Takahashi (11:20)   | Evil Takahashi (17:46) | Evil Takahashi (17:10)   | Evil Takahashi (9:31)    | O-Khan Henare (12:51)    | Evil Takahashi (11:15)   | —                      | Fale Owens (7:53)        |
| Fale Owens       | Tanahashi Yano (9:53)    | Fale Owens (10:34)       | Fale Owens (10:45)       | Fale Owens (9:52)        | Goto Yoshi-Hashi (11:46) | Naito Sanada (10:22)   | Taichi Sabre (18:32)     | Fale Owens (9:03)        | Fale Owens (9:13)        | Tonga Loa (11:28)        | Fale Owens (7:53)      | —                        |

|  | Final |                            |       |  |
|  |       |                            |       |  |
|  | 1     | Hirooki Goto & Yoshi-Hashi | Pin   |  |
|  | 1     | Hirooki Goto & Yoshi-Hashi | Pin   |  |
|  | 2     | Evil & Yujiro Takahashi    | 19:52 |  |
|  | 2     | Evil & Yujiro Takahashi    | 19:52 |  |

### 2022
La edición de 2022 de la World Tag League tuvo lugar del 21 de noviembre al 14 de diciembre, al mismo tiempo que el torneo Super Jr. Tag League 2022. El torneo sigue el mismo formato de la edición anterior con un solo bloque de 10 equipos con los dos primeros equipos de la tabla de posiciones avanzando a una final.
| Kyle Fletcher & Mark Davis    | 14 |
| Hirooki Goto & Yoshi-Hashi    | 14 |
| Mikey Nicholls & Shane Haste  | 12 |
| Tetsuya Naito & Sanada        | 12 |
| Great-O-Khan & Aaron Henare   | 10 |
| Minoru Suzuki & Lance Archer  | 8  |
| Hiroshi Tanahashi & Toru Yano | 8  |
| Evil & Yujiro Takahashi       | 6  |
| Bad Luck Fale & Chase Owens   | 4  |
| Alex Coughlin & Gabriel Kidd  | 2  |

| Resultados       | Tanahashi Yano         | Goto Yoshi-Hashi            | Coughlin Kidd            | Naito Sanada             | Fletcher Davis            | Suzuki Archer            | O-Khan Henare            | Nicholls Haste            | Evil Takahashi          | Fale Owens                  |
| ---------------- | ---------------------- | --------------------------- | ------------------------ | ------------------------ | ------------------------- | ------------------------ | ------------------------ | ------------------------- | ----------------------- | --------------------------- |
| Tanahashi Yano   | —                      | Tanahashi Yano (13:44)      | Tanahashi Yano (4:02)    | Naito Sanada (16:18)     | Fletcher Davis (12:37)    | Suzuki Archer (12:44)    | O-Khan Henare (10:26)    | Tanahashi Yano (12:26)    | Evil Takahashi (9:44)   | Tanahashi Yano (3:35)       |
| Goto Yoshi-Hashi | Tanahashi Yano (13:44) | —                           | Goto Yoshi-Hashi (11:36) | Goto Yoshi-Hashi (21:36) | Fletcher Davis (15:18)    | Goto Yoshi-Hashi (13:26) | Goto Yoshi-Hashi (13:21) | Goto Yoshi-Hashi (14:23)  | Goto Yoshi-Hashi (9:12) | Goto Yoshi-Hashi (abandono) |
| Coughlin Kidd    | Tanahashi Yano (4:02)  | Goto Yoshi-Hashi (11:36)    | —                        | Naito Sanada (14:17)     | Fletcher Davis (11:19)    | Suzuki Archer (9:24)     | O-Khan Henare (9:46)     | Nicholls Haste (16:07)    | Coughlin Kidd (10:41)   | Fale Owens (10:05)          |
| Naito Sanada     | Naito Sanada (16:18)   | Goto Yoshi-Hashi (21:36)    | Naito Sanada (14:17)     | —                        | Naito Sanada (20:20)      | Naito Sanada (15:28)     | Naito Sanada (22:45)     | Nicholls Haste (12:01)    | Evil Takahashi (15:40)  | Naito Sanada (abandono)     |
| Fletcher Davis   | Fletcher Davis (12:37) | Fletcher Davis (15:18)      | Fletcher Davis (11:19)   | Naito Sanada (20:20)     | —                         | Fletcher Davis (13:34)   | Fletcher Davis (13:34)   | Nicholls Haste (14:26)    | Fletcher Davis (11:20)  | Fletcher Davis (abandono)   |
| Suzuki Archer    | Suzuki Archer (12:44)  | Goto Yoshi-Hashi (13:26)    | Suzuki Archer (9:24)     | Naito Sanada (15:28)     | Fletcher Davis (13:34)    | —                        | Suzuki Archer (13:34)    | Nicholls Haste (1:40)     | Evil Takahashi (9:41)   | Suzuki Archer (10:18)       |
| O-Khan Henare    | O-Khan Henare (10:26)  | Goto Yoshi-Hashi (13:21)    | O-Khan Henare (9:46)     | Naito Sanada (22:45)     | Fletcher Davis (13:34)    | Suzuki Archer (13:34)    | —                        | O-Khan Henare (10:13)     | O-Khan Henare (9:58)    | O-Khan Henare (abandono)    |
| Nicholls Haste   | Tanahashi Yano (12:26) | Goto Yoshi-Hashi (14:23)    | Nicholls Haste (16:07)   | Nicholls Haste (12:01)   | Nicholls Haste (14:26)    | Nicholls Haste (1:40)    | O-Khan Henare (10:13)    | —                         | Nicholls Haste (8:47)   | Nicholls Haste (abandono)   |
| Evil Takahashi   | Evil Takahashi (9:44)  | Goto Yoshi-Hashi (9:12)     | Coughlin Kidd (10:41)    | Evil Takahashi (15:40)   | Fletcher Davis (11:20)    | Evil Takahashi (9:41)    | O-Khan Henare (9:58)     | Nicholls Haste (8:47)     | —                       | Fale Owens (8:28)           |
| Fale Owens       | Tanahashi Yano (3:35)  | Goto Yoshi-Hashi (abandono) | Fale Owens (10:05)       | Naito Sanada (abandono)  | Fletcher Davis (abandono) | Suzuki Archer (10:18)    | O-Khan Henare (abandono) | Nicholls Haste (abandono) | Fale Owens (8:28)       | —                           |

|  | Final |                            |       |  |
|  |       |                            |       |  |
|  | 1     | Kyle Fletcher & Mark Davis | Pin   |  |
|  | 1     | Kyle Fletcher & Mark Davis | Pin   |  |
|  | 2     | Hirooki Goto & Yoshi-Hashi | 28:22 |  |
|  | 2     | Hirooki Goto & Yoshi-Hashi | 28:22 |  |

### 2023
La edición de 2023 de la World Tag League tuvo lugar del 20 de noviembre al 10 de diciembre. El torneo vuelve al formato de dos bloques de ocho equipos cada uno, con los primeros dos equipos de las tablas de posiciones avanzando a semifinales y posteriormente a la final.
| Bloque A                     | Bloque A | Bloque B                    | Bloque B |
| ---------------------------- | -------- | --------------------------- | -------- |
| Alex Coughlin & Gabe Kidd    | 10       | Hikuleo & El Phantasmo      | 10       |
| Shane Haste & Mikey Nicholls | 10       | Hirooki Goto & Yoshi-Hashi  | 9        |
| Great-O-Khan & Henare        | 8        | Lance Archer & Alex Zayne   | 8        |
| Tomohiro Ishii & Toru Yano   | 8        | Taichi & Yuya Uemura        | 8        |
| Evil & Yujiro Takahashi      | 6        | Atlantis Jr. & Soberano Jr. | 7        |
| Shota Umino & Ren Narita     | 6        | Yota Tsuji & Zandokan Jr.   | 6        |
| Bishop Kaun & Toa Liona      | 4        | Minoru Suzuki & Yuji Nagata | 4        |
| Kaito Kiyomiya & Ryohei Oiwa | 4        | Bad Luck Fale & Jack Bonza  | 4        |

| Bloque A                  | Umino Narita              | Ishii Yano                | O-Khan Henare             | Haste Nicholls           | Coughlin Kidd             | Evil Takahashi            | Kiyomiya Oiwa             | Kaun Liona                |
| ------------------------- | ------------------------- | ------------------------- | ------------------------- | ------------------------ | ------------------------- | ------------------------- | ------------------------- | ------------------------- |
| Umino Narita              | —                         | Ishii Yano (22:31)        | Umino Narita (24:40)      | Haste Nicholls (20:00)   | Coughlin Kidd (13:18)     | Evil Takahashi (9:38)     | Umino Narita (27:31)      | Umino Narita (10:30)      |
| Ishii Yano                | Ishii Yano (22:31)        | —                         | O-Khan Henare (13:06)     | Ishii Yano (9:51)        | Coughlin Kidd (12:02)     | Evil Takahashi (9:16)     | Ishii Yano (13:47)        | Ishii Yano (10:13)        |
| O-Khan Henare             | Umino Narita (24:40)      | O-Khan Henare (13:06)     | —                         | Haste Nicholls (15:15)   | Coughlin Kidd (9:55)      | O-Khan Henare (2:38)      | O-Khan Henare (14:33)     | O-Khan Henare (16:18)     |
| Haste Nicholls            | Haste Nicholls (20:00)    | Ishii Yano (9:51)         | Haste Nicholls (15:15)    | —                        | Coughlin Kidd (15:50)     | Haste Nicholls (16:27)    | Haste Nicholls (11:38)    | Haste Nicholls (10:52)    |
| Coughlin Kidd             | Coughlin Kidd (13:18)     | Coughlin Kidd (12:02)     | Coughlin Kidd (9:55)      | Coughlin Kidd (15:50)    | —                         | Coughlin Kidd (14:03)     | Kiyomiya Oiwa (12:03)     | Kaun Liona (8:57)         |
| Evil Takahashi            | Evil Takahashi (9:38)     | Evil Takahashi (9:16)     | O-Khan Henare (2:38)      | Haste Nicholls (16:27)   | Coughlin Kidd (14:03)     | —                         | Kiyomiya Oiwa (16:14)     | Evil Takahashi (10:54)    |
| Kiyomiya Oiwa             | Umino Narita (27:31)      | Ishii Yano (13:47)        | O-Khan Henare (14:33)     | Haste Nicholls (11:38)   | Kiyomiya Oiwa (12:03)     | Kiyomiya Oiwa (16:14)     | —                         | Kaun Liona (11:34)        |
| Kaun Liona                | Umino Narita (10:30)      | Ishii Yano (10:13)        | O-Khan Henare (16:18)     | Haste Nicholls (10:52)   | Kaun Liona (8:57)         | Evil Takahashi (10:54)    | Kaun Liona (11:34)        | —                         |
| Bloque B                  | Goto Yoshi-Hashi          | Hikuleo El Phantasmo      | Suzuki Nagata             | Taichi Uemura            | Tsuji Zandokan Jr.        | Atlantis Jr. Soberano Jr. | Archer Zayne              | Fale Bonza                |
| Goto Yoshi-Hashi          | —                         | Hikuleo Phantasmo (20:14) | Goto Yoshi-Hashi (11:42)  | Goto Yoshi-Hashi (23:42) | Goto Yoshi-Hashi (14:06)  | Empate (30:00)            | Archer Zayne (11:30)      | Goto Yoshi-Hashi (11:14)  |
| Hikuleo El Phantasmo      | Hikuleo Phantasmo (20:14) | —                         | Hikuleo Phantasmo (11:34) | Taichi Uemura (20:50)    | Tsuji Zandokan (14:51)    | Hikuleo Phantasmo (16:20) | Hikuleo Phantasmo (15:15) | Hikuleo Phantasmo (11:02) |
| Suzuki Nagata             | Goto Yoshi-Hashi (11:42)  | Hikuleo Phantasmo (11:34) | —                         | Taichi Uemura (15:31)    | Tsuji Zandokan (9:45)     | Atlantis Soberano (10:01) | Suzuki Nagata (10:23)     | Suzuki Nagata (9:43)      |
| Taichi Uemura             | Goto Yoshi-Hashi (23:42)  | Taichi Uemura (20:50)     | Taichi Uemura (15:31)     | —                        | Taichi Uemura (19:30)     | Taichi Uemura (15:02)     | Archer Zayne (11:54)      | Fale Bonza (11:06)        |
| Tsuji Zandokan Jr.        | Goto Yoshi-Hashi (14:06)  | Tsuji Zandokan (14:51)    | Tsuji Zandokan (9:45)     | Taichi Uemura (19:30)    | —                         | Atlantis Sobernao (14:01) | Tsuji Zandokan (13:16)    | Fale Bonza (8:35)         |
| Atlantis Jr. Soberano Jr. | Empate (30:00)            | Hikuleo Phantasmo (16:20) | Atlantis Soberano (10:01) | Taichi Uemura (15:02)    | Atlantis Sobernao (14:01) | —                         | Archer Zayne (9:40)       | Atlantis Soberano (9:17)  |
| Archer Zayne              | Archer Zayne (11:30)      | Hikuleo Phantasmo (15:15) | Suzuki Nagata (10:23)     | Archer Zayne (11:54)     | Tsuji Zandokan (13:16)    | Archer Zayne (9:40)       | —                         | Archer Zayne (11:15)      |
| Fale Bonza                | Goto Yoshi-Hashi (11:14)  | Hikuleo Phantasmo (11:02) | Suzuki Nagata (9:43)      | Fale Bonza (11:06)       | Fale Bonza (8:35)         | Atlantis Soberano (9:17)  | Archer Zayne (11:15)      | —                         |

|  | Semifinales | Semifinales                  | Semifinales            |                        |                            | Final                      | Final | Final |  |
|  |             |                              |                        |                        |                            |                            |       |       |  |
|  |             |                              |                        |                        |                            |                            |       |       |  |
|  | A1          | Alex Coughlin & Gabe Kidd    | Pin                    |                        |                            |                            |       |       |  |
|  | A1          | Alex Coughlin & Gabe Kidd    | Pin                    |                        |                            |                            |       |       |  |
|  | B2          | Hirooki Goto & Yoshi-Hashi   | 20:47                  |                        |                            |                            |       |       |  |
|  | B2          | Hirooki Goto & Yoshi-Hashi   | 20:47                  |                        | Hirooki Goto & Yoshi-Hashi | Hirooki Goto & Yoshi-Hashi | Pin   |       |  |
|  |             |                              |                        |                        | Hirooki Goto & Yoshi-Hashi | Hirooki Goto & Yoshi-Hashi | Pin   |       |  |
|  |             |                              | Hikuleo & El Phantasmo | Hikuleo & El Phantasmo | 40:30                      |                            |       |       |  |
|  | B1          | Hikuleo & El Phantasmo       | Hikuleo & El Phantasmo | Hikuleo & El Phantasmo | 40:30                      | Pin                        |       |       |  |
|  | B1          | Hikuleo & El Phantasmo       |                        |                        |                            | Pin                        |       |       |  |
|  | A2          | Shane Haste & Mikey Nicholls | 16:44                  |                        |                            |                            |       |       |  |
|  | A2          | Shane Haste & Mikey Nicholls | 16:44                  |                        |                            |                            |       |       |  |
|  |             |                              |                        |                        |                            |                            |       |       |  |

### 2024
La edición de 2024 de la World Tag League tuvo lugar del 19 de noviembre al 8 de diciembre. El torneo sigue el formato del año anterior de dos bloques de ocho equipos cada uno, pero sólo los equipos que ocupen el primer lugar de la tabla de posiciones avanzan a la final.
| Bloque A                     | Bloque A | Bloque B                         | Bloque B |
| ---------------------------- | -------- | -------------------------------- | -------- |
| Gabe Kidd & Sanada           | 10       | Tetsuya Naito & Hiromu Takahashi | 10       |
| Hirooki Goto & Yoshi-Hashi   | 8        | Toru Yano & Boltin Oleg          | 10       |
| Shingo Takagi & Yota Tsuji   | 8        | Evil & Ren Narita                | 10       |
| Jeff Cobb & Callum Newman    | 6        | Great-O-Khan & Henare            | 10       |
| Kenta & Chase Owens          | 6        | Shane Haste & Mikey Nicholls     | 6        |
| Shota Umino & Tomoaki Honma  | 6        | Stevie Filip & Tome Filip        | 4        |
| Zack Sabre Jr. & Ryohei Oiwa | 6        | Hiroshi Tanahashi & Jado         | 4        |
| Alex Zayne & Ryusuke Taguchi | 6        | Taichi & TAKA Michinoku          | 2        |

| Bloque A          | Goto Yoshi-Hashi           | Kenta Owens               | Umino Honma             | Cobb Newman                | Zayne Taguchi             | Takagi Tsuji              | Sabre Oiwa               | Kidd Sanada             |
| ----------------- | -------------------------- | ------------------------- | ----------------------- | -------------------------- | ------------------------- | ------------------------- | ------------------------ | ----------------------- |
| Goto Yoshi-Hashi  | —                          | Goto Yoshi-Hashi (10:28)  | Umino Honma (17:06)     | Goto Yoshi-Hashi (12:16)   | Zayne Taguchi (11:02)     | Goto Yoshi-Hashi (15:40)  | Goto Yoshi-Hashi (23:01) | Kidd Sanada (18:41)     |
| Kenta Owens       | Goto Yoshi-Hashi (10:28)   | —                         | Kenta Owens (5:24)      | Cobb Newman (10:32)        | Zayne Taguchi (13:05)     | Kenta Owens (12:58)       | Kenta Owens (18:57)      | Kidd Sanada (3:50)      |
| Umino Honma       | Umino Honma (17:06)        | Kenta Owens (5:24)        | —                       | Cobb Newman (9:16)         | Zayne Taguchi (14:11)     | Umino Honma (18:40)       | Umino Honma (22:53)      | Kidd Sanada (12:59)     |
| Cobb Newman       | Goto Yoshi-Hashi (12:16)   | Cobb Newman (10:32)       | Cobb Newman (9:16)      | —                          | Cobb Newman (10:44)       | Takagi Tsuji (17:50)      | Sabre Oiwa (15:11)       | Kidd Sanada (5:27)      |
| Zayne Taguchi     | Zayne Taguchi (11:02)      | Zayne Taguchi (13:05)     | Zayne Taguchi (14:11)   | Cobb Newman (10:44)        | —                         | Takagi Tsuji (12:23)      | Sabre Oiwa (17:36)       | Kidd Sanada (13:09)     |
| Takagi Tsuji      | Goto Yoshi-Hashi (15:40)   | Kenta Owens (12:58)       | Umino Honma (18:40)     | Takagi Tsuji (17:50)       | Takagi Tsuji (18:40)      | —                         | Takagi Tsuji (24:18)     | Takagi Tsuji (21:43)    |
| Sabre Oiwa        | Goto Yoshi-Hashi (23:01)   | Kenta Owens (18:57)       | Umino Honma (22:53)     | Sabre Oiwa (15:11)         | Sabre Oiwa (17:36)        | Takagi Tsuji (24:18)      | —                        | Sabre Oiwa (19:40)      |
| Kidd Sanada       | Kidd Sanada (18:41)        | Kidd Sanada (3:50)        | Kidd Sanada (12:59)     | Kidd Sanada (5:27)         | Kidd Sanada (13:09)       | Takagi Tsuji (21:43)      | Sabre Oiwa (19:40)       | —                       |
| Bloque B          | O-Khan Henare              | Taichi Michinoku          | Haste Nicholls          | Naito Takahashi            | Tanahashi Jado            | S. Filip T. Filip         | Yano Oleg                | Evil Narita             |
| O-Khan Henare     | —                          | Taichi Michinoku (10:50)  | O-Khan Henare (19:21)   | Naito Takahashi (abandono) | O-Khan Henare (15:38)     | O-Khan Henare (10:02)     | O-Khan Henare (10:33)    | O-Kahn Henare (20:34)   |
| Taichi Michinoku  | Taichi Michinoku (10:50)   | —                         | Haste Nicholls (11:12)  | Naito Takahashi (14:01)    | Tanahashi Jado (20:05)    | S. Filip T. Filip (13:17) | Yano Oleg (10:57)        | Evil Narita (12:01)     |
| Haste Nicholls    | O-Khan Henare (19:21)      | Haste Nicholls (11:12)    | —                       | Naito Takahashi (16:12)    | Haste Nicholls (13:35)    | Haste Nicholls (13:19)    | Yano Oleg (10:22)        | Evil Narita (11:50)     |
| Naito Takahashi   | Naito Takahashi (abandono) | Naito Takahashi (14:01)   | Naito Takahashi (16:12) | —                          | Tanahashi Jado (15:52)    | Naito Takahashi (10:20)   | Yano Oleg (11:20)        | Naito Takahashi (19:23) |
| Tanahashi Jado    | O-Khan Henare (15:38)      | Tanahashi Jado (20:05)    | Haste Nicholls (13:35)  | Tanahashi Jado (15:52)     | —                         | S. Filip T. Filip (12:49) | Yano Oleg (11:25)        | Evil Narita (11:22)     |
| S. Filip T. Filip | O-Khan Henare (10:02)      | S. Filip T. Filip (13:17) | Haste Nicholls (13:19)  | Naito Takahashi (10:20)    | S. Filip T. Filip (12:49) | —                         | Yano Oleg (9:15)         | Evil Narita (11:05)     |
| Yano Oleg         | O-Khan Henare (10:33)      | Yano Oleg (10:57)         | Yano Oleg (10:22)       | Yano Oleg (11:20)          | Yano Oleg (11:25)         | Yano Oleg (9:15)          | —                        | Evil Narita (10:58)     |
| Evil Narita       | O-Kahn Henare (20:34)      | Evil Narita (12:01)       | Evil Narita (11:50)     | Naito Takahashi (19:23)    | Evil Narita (11:05)       | Evil Narita (11:22)       | Evil Narita (10:58)      | —                       |

|  | Desempate Bloque B | Desempate Bloque B                       | Desempate Bloque B |                                  |     | Final              | Final | Final |  |
|  |                    |                                          |                    |                                  |     |                    |       |       |  |
|  |                    |                                          |                    |                                  |     |                    |       |       |  |
|  | B1                 | Tetsuya Naito & Hiromu Takahashi         | Pin                |                                  |     |                    |       |       |  |
|  | B1                 | Tetsuya Naito & Hiromu Takahashi         | Pin                |                                  |     |                    |       |       |  |
|  | B2B3               | Toru Yano & Boltin OlegEvil & Ren Narita | 17:16–             |                                  |     |                    |       |       |  |
|  | B2B3               | Toru Yano & Boltin OlegEvil & Ren Narita | 17:16–             |                                  | A1  | Gabe Kidd & Sanada | 27:12 |       |  |
|  |                    |                                          |                    |                                  | A1  | Gabe Kidd & Sanada | 27:12 |       |  |
|  |                    |                                          | B1                 | Tetsuya Naito & Hiromu Takahashi | Pin |                    |       |       |  |
|  |                    |                                          | B1                 | Tetsuya Naito & Hiromu Takahashi | Pin |                    |       |       |  |
|  |                    |                                          |                    |                                  |     |                    |       |       |  |
|  |                    |                                          |                    |                                  |     |                    |       |       |  |
|  |                    |                                          |                    |                                  |     |                    |       |       |  |
|  |                    |                                          |                    |                                  |     |                    |       |       |  |

## Récord en Wrestle Kingdom
| Año  | Ganadores                        | Evento             | Lucha por el Campeonato |
| ---- | -------------------------------- | ------------------ | --- |
| 2012 | Hirooki Goto y Karl Anderson     | Wrestle Kingdom 7  | Los campeones K.E.S (Davey Boy Smith Jr. y Lance Archer) derrotaron a Goto y Anderson.                                                     |
| 2013 | Doc Gallows y Karl Anderson      | Wrestle Kingdom 8  | Gallows y Anderson derrotaron a los campeones K.E.S (Davey Boy Smith Jr. y Lance Arhcer).                                                  |
| 2014 | Hirooki Goto y Katsuyori Shibata | Wrestle Kingdom 9  | Goto y Shibata derrotaron a los campeones Bullet Club (Doc Gallows y Karl Anderson).                                                       |
| 2015 | Togi Makabe y Tomoaki Honma      | Wrestle Kingdom 10 | Makabe y Honma derrotaron a los campeones Bullet Club (Doc Gallows y Karl Anderson (con Amber Gallows).                                    |
| 2016 | Togi Makabe y Tomoaki Honma      | Wrestle Kingdom 11 | Los campeones CHAOS (Tomohiro Ishii y Toru Yano) derrotaron a Guerrillas of Destiny (Tama Tonga y Tanga Loa) y a Makabe y Honma.           |
| 2017 | Evil y Sanada                    | Wrestle Kingdom 12 | Evil y Sanada derrotaron a los campeones K.E.S (Davey Boy Smith Jr. y Lance Archer).                                                       |
| 2018 | Evil y Sanada                    | Wrestle Kingdom 13 | Evil y Sanada derrotaron a los campeones Guerrillas of Destiny (Tama Tonga y Tanga Loa) y a The Young Bucks (Matt Jackson & Nick Jackson). |
| 2019 | Juice Robinson y David Finlay    | Wrestle Kingdom 14 | Juice Robinson y David Finlay derrotaron a los campeones Guerrillas of Destiny (Tama Tonga y Tanga Loa).                                   |
| 2020 | Tama Tonga y Tanga Loa           | Wrestle Kingdom 15 | Tama Tonga y Tanga Loa derrotaron a los campeones Dangerous Tekkers (Taichi y Zack Sabre Jr.).                                             |
| 2021 | Hirooki Goto y Yoshi-Hashi       | Wrestle Kingdom 16 | Hirooki Goto y Yoshi-Hashi derrotaron a los campeones Dangerous Tekkers (Taichi y Zack Sabre Jr.).                                         |
| 2022 | Hirooki Goto y Yoshi-Hashi       | Wrestle Kingdom 17 | Hirooki Goto y Yoshi-Hashi derrotaron a los campeones FTR (Dax Harwood y Cash Wheeler).                                                    |
| 2023 | Hirooki Goto y Yoshi-Hashi       | Wrestle Kingdom 18 | El Phantasmo y Hikuleo derrotaron a Hirooki Goto y Yoshi-Hashi.                                                                            |

1. ↑  Al haber ganado el torneo siendo los campeones vigentes, Goto y Yoshi-Hashi retaron a los Campeones en Parejas de Peso Abierto STRONG El Phantasmo y Hikuleo a una lucha con ambos títulos en juego.